# رقابة حدودية
مراقبة الحدود أو الرقابة الحدودية هي التدابير التي يتخذها بلد أو كتلة من البلدان لمراقبة حدودها  من أجل تنظيم حركة الأشخاص والحيوانات والبضائع. هناك جوانب متعددة لمراقبة الحدود: الحجر الصحي حيث تتم عملية تحديد للأشخاص الذين يشكلون خطرا على الأمن الصحي للبلاد أو غيرها من مسببات الامراض ومنع دخولها. والجمارك حيث لكل دولة قوانينها ولوائحها الخاصة باستيراد وتصدير البضائع من وإلى الخارج، والتي تفرضها سلطاتها الجمركية. قد يكون استيراد أو تصدير بعض البضائع مقيدًا أو محظورًا. كما يكون هناك منطقة جمركية لتخزين البضائع التجارية التي لم يتم تخليصها وفقا لضوابط الحدودية لأغراض جمركية. والمناطق المعفية من الجمارك الشائعة في المطارات الدولية، وفي بعض الأحيان في الموانئ البحرية أو المعابر الحدودية البرية، تبيع المتاجر المعفاة من الرسوم الجمركية المنتجات المعفاة من الضرائب للعملاء الذين أزالوا ضوابط الحدود
وامن الحدود الذي يركز على مكافحة السفر أو التجارة غير المصرح به عبر حدودها، للحد من الهجرة غير الشرعية، ومكافحة الجريمة غبر الوطنية (الدولية)، ومنع المجرمين المطلوبين من السفر. ويتم ضبط أمن الحدود عبر المراكز والنقاط الحدودية البرية أو في المطارات والموانئ وغيرها. تجري عبر هذه النقاط عمليات التاكد عن حالة الدخول لأي شخص للكشف عن الهجرة غير الشرعية وغيرها من الجرائم.

## التاريخ
لطالما أمتلكت الدول والحكام القدرة على تحديد من يدخل أو يبقى في أراضيهم كاختبار رئيسي لسيادتهم، ولكن قبل الحرب العالمية الأولى، كانت الرقابة على الحدود مطبقة بشكل متقطع. في أوروبا في العصور الوسطى، على سبيل المثال، كانت الحدود بين البلدان المتنافسة ومراكز القوة رمزية إلى حد كبير أو تتألف من مناطق حدودية غير متبلورة ذات وضع غير محدد أو متنازع عليه و «حدود» حقيقية تتألف من الجدران المحصنة في البلدات والمدن المحيطة، حيث يمكن للسلطات أن تستثني الأشخاص غير المرغوب فيهم أو غير المتوافقين على بواباتها، من المتشردين والمتسولين و «الفقراء المتجولين»، إلى «النساء غير المتقنيات»، الجراد، أو الغجر أو اليهود.
يعود مفهوم وثيقة السفر مثل جواز السفر اللازم لإزالة الضوابط الحدودية بالمعنى الحديث إلى عهد هنري الخامس في إنجلترا، كوسيلة لمساعدة رعاياه على إثبات من كانوا في أراضٍ أجنبية. عثر على أول إشارة إلى هذه الوثائق في قانون 1414 الصادر عن البرلمان. في عام 1540، أصبح منح وثائق السفر في إنجلترا دورًا مناط بمجلس الملكة الخاص في إنجلترا، وفي هذا الوقت تم استخدام مصطلح «جواز السفر». في عام 1794، أصبح إصدار جوازات السفر البريطانية وظيفة مكتب وزير الخارجية. طلب النظام الغذائي الإمبراطوري لأوغسبورغ عام 1548 من الجمهور الاحتفاظ بالمستندات الإمبراطورية للسفر، تحت خطر النفي الدائم. خلال الحرب العالمية الأولى، وضعت الحكومات الأوروبية متطلبات جوازات السفر الحدودية لأسباب أمنية، وللتحكم في هجرة الأشخاص ذوي المهارات المفيدة. ظلت هذه الضوابط سارية بعد الحرب، وأصبحت إجراءً قياسيًا، رغم أنه مثير للجدل. اشتكى السائحين البريطانيين في عقد العشرينيات من القرن الماضي، خاصةً من الصور المرفقة والأوصاف الجسدية، والتي اعتبروها «حالة إنسانية سيئة».
كان قانون الإقصاء الصيني لعام 1882 في أمريكا من أوائل المحاولات المنهجية لدولة قومية حديثة لتطبيق الضوابط الحدودية لتقييد دخول مجموعات معينة. يهدف هذا القانون إلى تطبيق ضوابط تمييزية على الهجرة في شرق آسيا. كان للسياسات الصارمة والعنصرية لمراقبة الحدود تأثير سلبي ليس فقط على الصينيين وحدهم ولكن أيضًا على البيض والاعراق الأخرى التي استمرت لنحو ثلاثين عامًا. تكبد الاقتصاد الأمريكي خسارة كبيرة نتيجة لهذا القانون. كان القانون علامة على الظلم والمعاملة غير العادلة للعمال الصينيين لأن الوظائف التي يعملون فيها كانت في معظمها وظائف خطرة.
اتبع نهج تمييزي مماثل في مراقبة الحدود في كندا من خلال قانون الهجرة الصيني لعام 1885، والذي يفرض ما أصبح يسمى ضريبة الرأس الصينية.
شهد إنهاء الاستعمار خلال القرن العشرين ظهور هجرة جماعية من دول في الجنوب العالمي، مما دفع المحتلين الاستعماريين السابقين إلى فرض ضوابط حدودية أكثر صرامة. في المملكة المتحدة، جرت هذه العملية على مراحل، مع تحول قانون الجنسية البريطاني في نهاية المطاف من الاعتراف بجميع مواطني دول الكومنولث كمواطنين بريطانيين إلى قانون الجنسية البريطانية المعقد الذي يميز اليوم بين المواطنين البريطانيين والمواطنين البريطانيين المعاصرين والمواطنين البريطانيين في الخارج والمواطنين الأجانب. كل فئة غير قياسية تم إنشاؤها نتيجة لمحاولات الموازنة بين مراقبة الحدود والحاجة إلى تخفيف حالات انعدام الجنسية. هذا الجانب من صعود مراقبة الحدود في القرن العشرين أثبت أنه مثير للجدل. انتُقد قانون الجنسية البريطانية لعام 1981 من قِبل الخبراء،  وكذلك من قبل لجنة القضاء على التمييز العنصري في الأمم المتحدة،  على أساس اختلاف فئات الجنسية البريطانية هي في الواقع ترتبط ارتباطا وثيقا بالأصول العرقية لأصحابها.
على سبيل المثال، قوبل إنشاء وضع الجنسية البريطانية (فيما وراء البحار) (مع امتيازات أقل من وضع المواطن البريطاني) بانتقادات من العديد من سكان هونغ كونغ الذين شعروا أن الجنسية البريطانية كانت ستكون أكثر ملاءمة في ضوء «الدين الأخلاقي» المستحق لهم من قبل المملكة المتحدة.   بعض السياسيين البريطانيين  والمجلات  انتقد أيضا إنشاء وضع BN (O).
أدت التوترات الإثنية التي نشأت خلال الاحتلال الاستعماري أيضًا إلى تبني سياسات تمييزية في الدول الإفريقية المستقلة حديثًا، مثل أوغندا في عهد عيدي أمين التي حظرت الآسيويين من أوغندا، مما أدى إلى نزوح جماعي للجالية الآسيوية (إلى حد كبير الغوجاراتية ) من أوغندا. اتخذت سياسات مراقبة الحدود المدفوعة عرقيا أشكالا تتراوح بين المشاعر المعادية لآسيا في شرق إفريقيا إلى سياسات الفصل العنصري في جنوب إفريقيا وناميبيا (التي كانت تعرف آنذاك باسم جنوب غرب إفريقيا تحت حكم جنوب إفريقيا) والتي تخلق البانتوستانات  وتمرر القوانين  لفصل وفرض قيود على الحدود ضد غير البيض، وتشجيع هجرة البيض على حساب السود وكذلك الهنود وغيرهم من الآسيويين. بينما شددت عمليات مراقبة الحدود في أوروبا وشرق المحيط الهادئ على مر الزمن،  فقد إلى حد كبير تم تحريرها في أفريقيا، من يوويري موسيفيني انعكاس الصورة من مراقبة الحدود ضد الآسيويين عيدي أمين  إلى سقوط الفصل العنصري (وبالتالي مراقبة الحدود العنصرية) في جنوب إفريقيا.
كما شهد تطوير سياسات مراقبة الحدود على مدار القرن العشرين توحيد وثائق سفر اللاجئين بموجب الاتفاقية المتعلقة بوضع اللاجئين لعام 1951  واتفاقية وثيقة سفر 1954  للأشخاص عديمي الجنسية بموجب اتفاقية مماثلة لعام 1954 لمنعديمي الجنسية.

## النواحي
هناك جوانب متعددة لمراقبة الحدود.

### الحجر الصحي

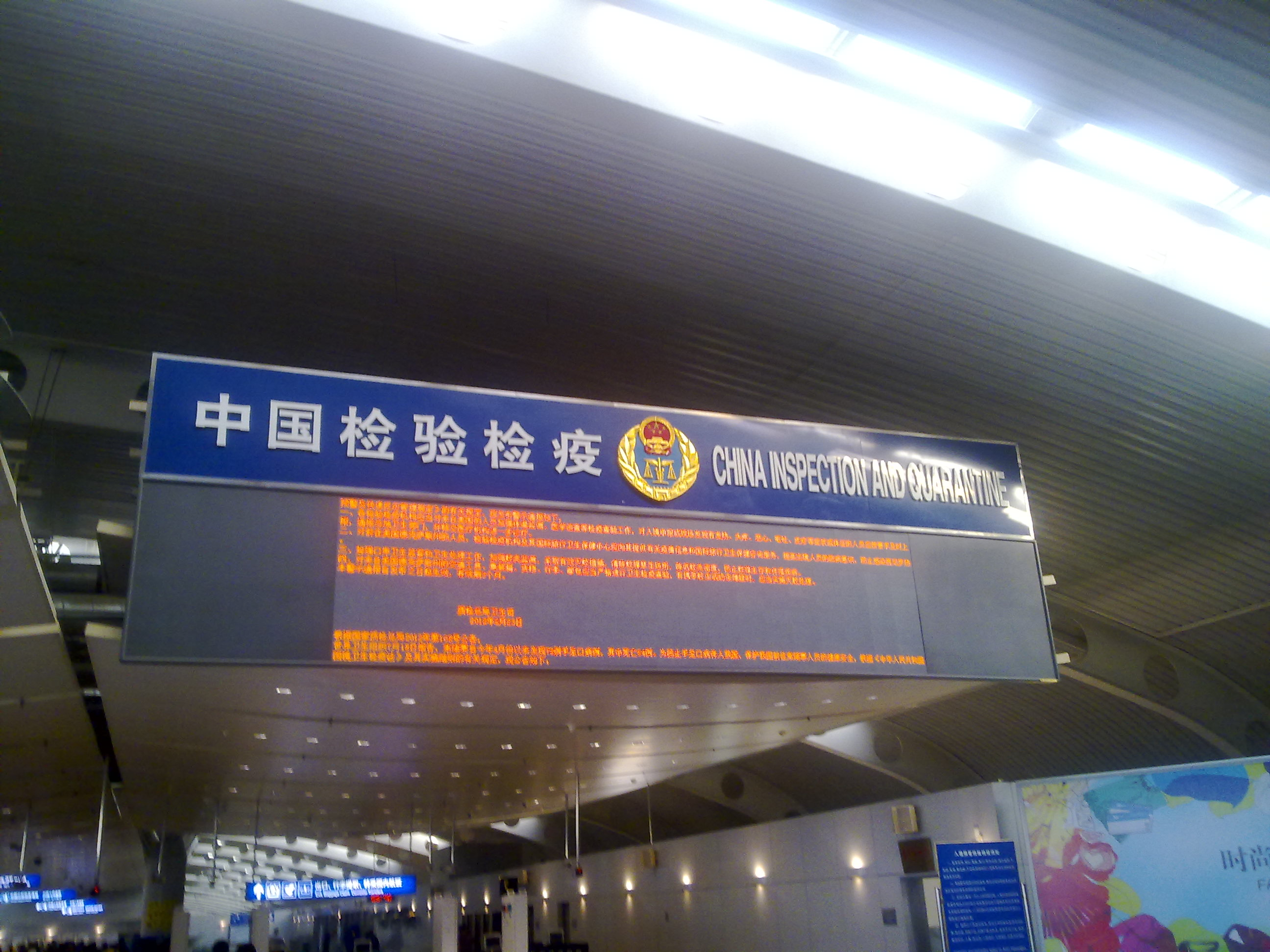
عمليات الحجر الصحي التي نشرتها مراقبة الحدود الصينية.

وضعت سياسات الحجر الصحي للسيطرة على انتشار الامراض. عند تطبيقها كعنصر من عناصر مراقبة الحدود، تركز هذه السياسات أساسًا على تخفيف دخول الأفراد أو النباتات أو الحيوانات المصابة إلى بلد ما.

### الجمارك

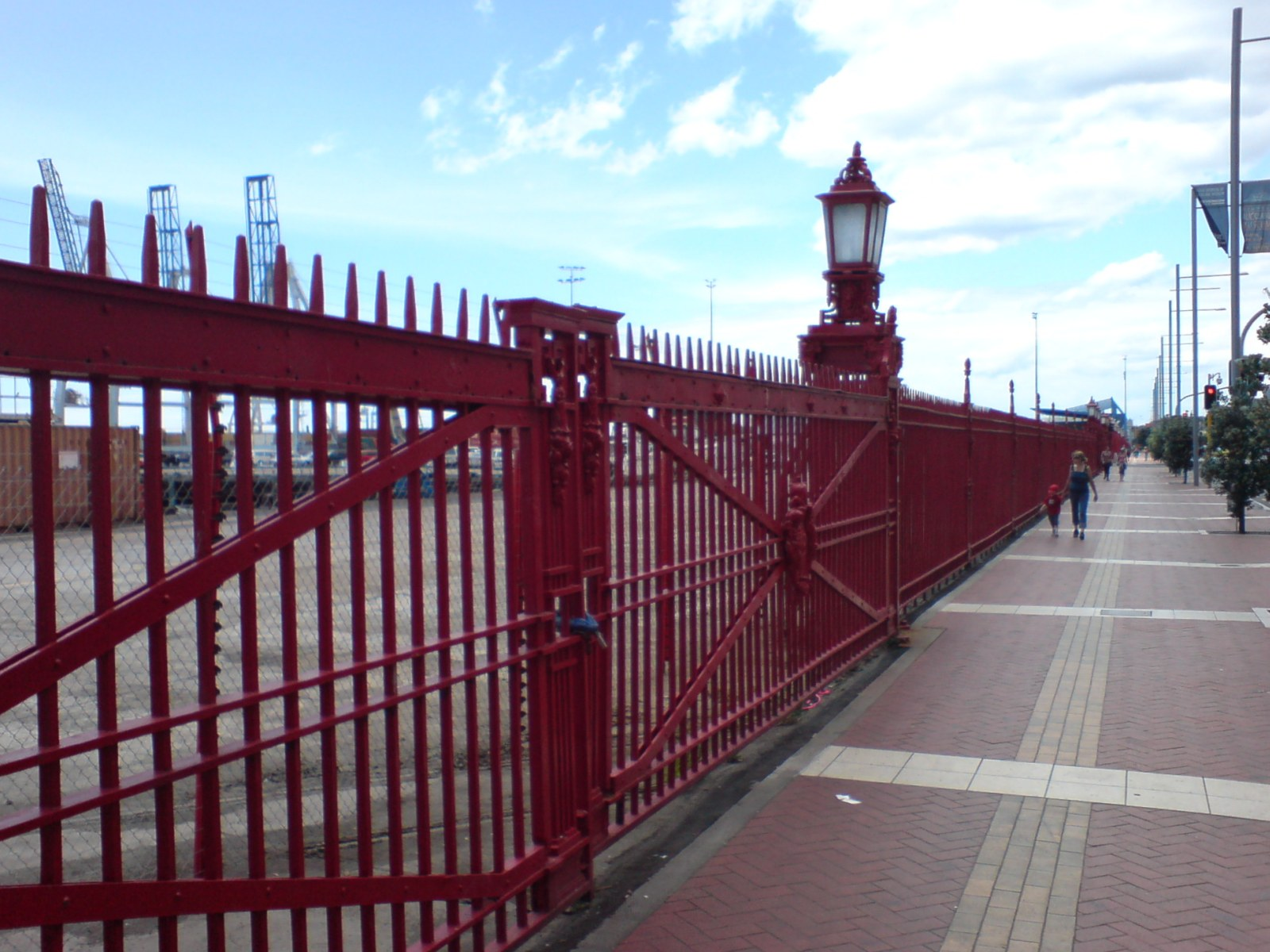
الحافة الجنوبية (الحدود الجمركية) من رصيف الكابتن كوك ، موانئ أوكلاند، نيوزيلندا. السياج الكهربائي مرئي بشكل خافت خلف السياج التاريخي

لكل دولة قوانينها ولوائحها الخاصة باستيراد وتصدير البضائع من وإلى الخارج، والتي تفرضها سلطاتها الجمركية. قد يكون استيراد أو تصدير بعض البضائع مقيدًا أو محظورًا، وفي هذه الحالة تطبق الضوابط الجمركية مثل هذه السياسات. يمكن أن يستلزم إنفاذ الجمارك على الحدود أيضًا تحصيل ضريبة المكوس ومنع تهريب البضائع الخطرة أو غير القانونية. الرسوم الجمركية هي تعريفة أو ضريبة على استيراد (عادي) أو تصدير (غير عادي) للبضائع.
في العديد من البلدان، يتم تقسيم المراقبة الحدودية للركاب القادمين في العديد من المطارات الدولية وبعض المعابر على الطرق إلى قنوات حمراء وخضراء من أجل إعطاء الأولوية لإنفاذ الجمارك. ضمن المنطقة الجمركية المشتركة للاتحاد الأوروبي، قد تشغل المطارات قنوات زرقاء إضافية للركاب القادمين من داخل تلك المنطقة. بالنسبة لهؤلاء المسافرين، قد تركز مراقبة الحدود بشكل خاص على المواد المحظورة وغيرها من البضائع التي لا تغطيها السياسة العامة. علامات الأمتعة للأمتعة التي تم فحصها داخل الاتحاد الأوروبي هي ذات حواف خضراء حتى يتم التعرف عليها. في معظم الدول الأعضاء في الاتحاد الأوروبي، يمكن للمسافرين القادمين من دول الاتحاد الأوروبي الأخرى داخل منطقة شنغن استخدام الممر الأخضر، على الرغم من أن المطارات خارج منطقة شنغن أو مع الرحلات الجوية المتكررة التي تصل من ولايات داخل شنغن ولكن خارج الاتحاد الأوروبي قد يستخدمون القنوات الزرقاء لتوفير الراحة والكفاءة.

#### المنطقة الجمركية
المنطقة الجمركية هي منطقة مخصصة لتخزين البضائع التجارية التي لم يتم تخليصها وفقا لضوابط الحدودية لأغراض جمركية. غالبًا ما يتم تخزين البضائع التجارية التي لم يتم تخليصها بعد من خلال الجمارك في نوع من المناطق الجمركية يعرف باسم المستعبدين، حتى تتم معالجته أو إعادة تصديره. تشمل الموانئ المسموح لها بمناولة البضائع الدولية بشكل عام المستودعات الجمركية المعترف بها.
لأغراض الرسوم الجمركية، يتم التعامل مع البضائع داخل المنطقة الجمركية على أنها خارج البلد. وهذا يتيح سهولة النقل إلى دولة ثالثة دون إشراك سلطات الجمارك. لهذا السبب، عادة ما يتم التحكم في المناطق الجمركية وتسييجها لمنع التهريب. ومع ذلك، لا تزال المنطقة جزءًا من البلد، لذلك تخضع البضائع داخل المنطقة لقوانين محلية أخرى (على سبيل المثال قوانين المخدرات وأنظمة الأمن الحيوي)، وبالتالي يمكن تفتيشها أو حجزها أو إعادتها.
يستخدم المصطلح أيضًا في بعض الأحيان لتحديد منطقة (تتكون عادةً من عدة دول) والتي تشكل اتحادًا جمركيًا أو منطقة جمركية أو لوصف المنطقة في المطارات والموانئ حيث يتم فحص المسافرين عبر الجمارك.

#### محلات غير حاضعه للضرائب

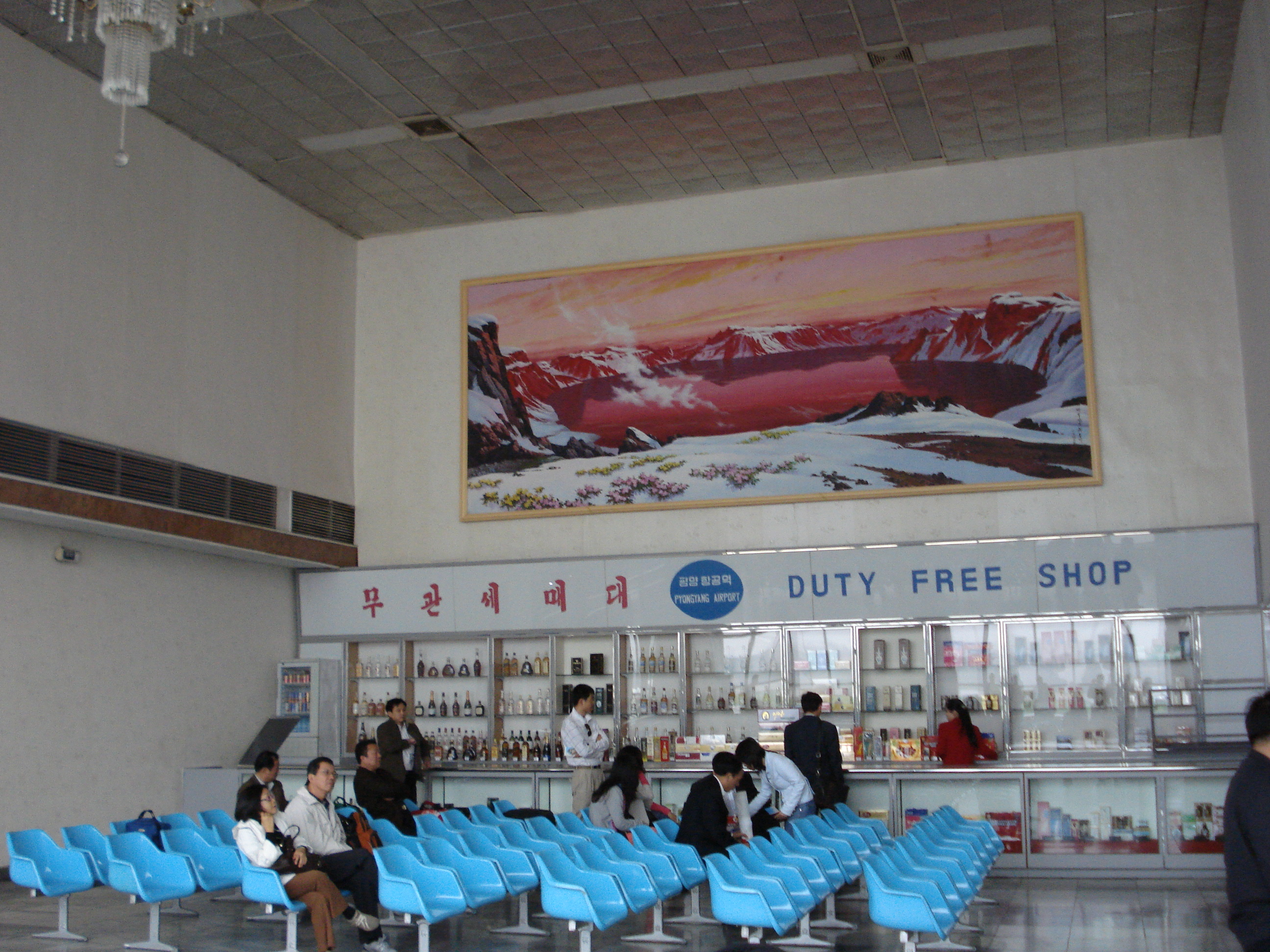
متجر السوق الحرة في مطار بيونغ يانغ سونان الدولي

شائعة في المطارات الدولية، وفي بعض الأحيان في الموانئ البحرية أو المعابر الحدودية البرية، تبيع المتاجر المعفاة من الرسوم الجمركية المنتجات المعفاة من الضرائب للعملاء الذين أزالوا ضوابط الحدود (دفعو رسوم دكركية أو حصلو على اعفائات مثلا) عند المغادرة قبل ركوب طائرة دولية، وفي بعض المطارات، للركاب القادمين من الخارج. تفرض معظم الدول قيودًا على مقدار كل نوع من البضائع المعفاة من الرسوم الجمركية، التي يمكن شراؤها من قبل كل مسافر. المطار الذي تحقق فيه معظم مبيعات السوق الحرة هو مطار سيول إنتشون بمبلغ 1.85 مليار دولار أمريكي في عام 2016. يأتي مطار دبي الدولي في المرتبة الثانية، حيث سجلت معاملات بقيمة 1.82 مليار دولار في عام 2016.

### أمن الحدود

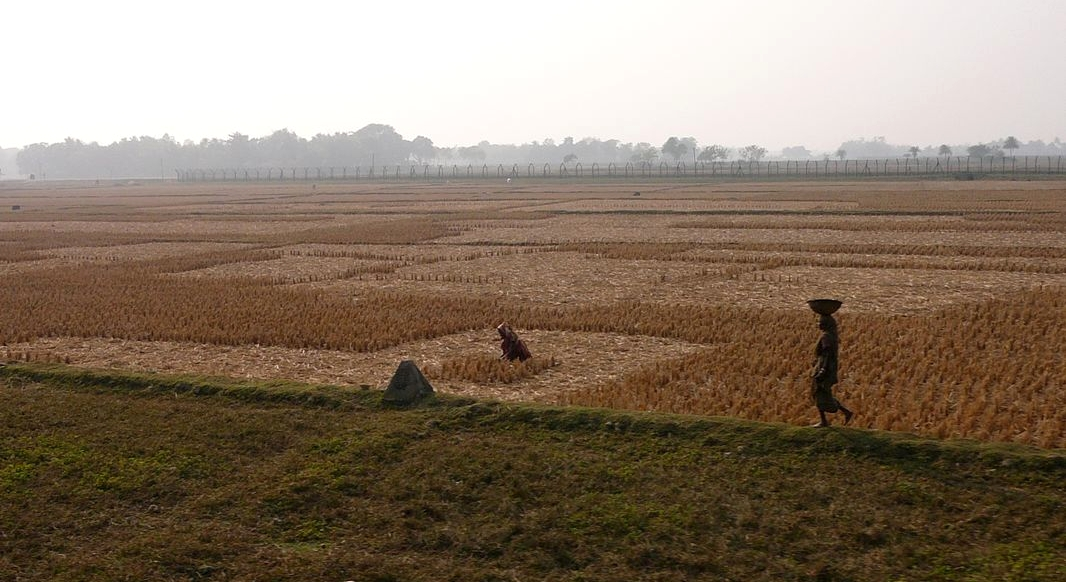
السياج الحدودي الذي بنته الهند، كما يُرى من بالقرب من محطة هيلي الحدودية على الجانب البنجلاديشي.

تدابير أمن الحدود هي سياسات مراقبة الحدود التي تتبناها دولة أو مجموعة من الدول لمكافحة السفر أو التجارة غير المصرح به عبر حدودها، للحد من الهجرة غير الشرعية، ومكافحة الجريمة غبر الوطنية (الدولية)، ومنع المجرمين المطلوبين من السفر.
في الهند، يركز أمن الحدود بشكل أساسي على الحدود البنغلاديشية والباكستانية. من أجل ردع الهجرة غير الشرعية وتهريب المخدرات من بنغلاديش، تقوم الهند ببناء الجدار بين الهند وبنغلاديش. على الحدود الباكستانية، تهدف قوة أمن الحدود إلى منع التسلل إلى الأراضي الهندية من قبل الإرهابيين من باكستان ودول أخرى في الغرب (أفغانستان والعراق وسوريا، إلخ).).
يركز أمن الحدود الأمريكية بشكل أساسي على الحدود المكسيكية الأمريكية. يتكون الأمن على طول هذه الحدود من العديد من العناصر المتميزة، بما في ذلك الحواجز المادية وطرق الدوريات والإضاءة ونشر أفراد دوريات الحدود. كان اقتراح الرئيس دونالد ترامب ببناء جدار على طول الحدود السمة الرئيسية في حملته، ومنذ ذلك الحين حاول أن يدفع الكونجرس 18 مليار دولار أمريكي مقابل تكلفة بناءه على المدى القصير. العديد من المواطنين، بمن فيهم الديمقراطيون وأعضاء الحزب الجمهوري الذين لا يدعمون الرئيس ترامب، يجادلون بضرورة تصعيد الحدود، مؤكدين أن التدابير الأخرى ستكون أكثر فعالية في الحد من الهجرة غير الشرعية من بناء الجدار، بما في ذلك معالجة القضايا الاقتصادية التي تؤدي للهجرة باعتبارها مسألة ذات صلة، مراقبة الحدود أو زيادة في عدد موظفي الجمارك.
على غرار الجدار بين الهند وبنغلاديش والجدار المقترح بين أمريكا والمكسيك، شيدت إيران جدارًا على حدودها مع باكستان. يهدف الجدار إلى الحد من المعابر الحدودية غير المصرح بها ووقف تدفق المخدرات، وهو أيضًا رد على الهجمات الإرهابية، لا سيما تلك الموجودة في مدينة زاهدان الحدودية الإيرانية في 17 فبراير 2007، والتي أودت بحياة ثلاثة عشر شخصًا، بما في ذلك تسعة من مسؤولي الحرس الثوري الإيراني.
أصبح أمن الحدود، على مدى العقدين الأولين من القرن، مصدر قلق كبير في منطقة شنغن، وتحديداً نتيجة لأزمة المهاجرين الأوروبية. تشكل الجدران في مليلية وفي سبتة على الحدود الإسبانية مع المغرب جزءاً من الاتجاه نحو زيادة الأمن على الحدود استجابة للارتفاع غير المسبوق في كل من اللاجئين والمهاجرين لاسبب اقتصادية من بلدان أفريقيا جنوب الصحراء الكبرى. على نحو مماثل، على الرغم من أنه أقل تشددًا، فقد تم اتخاذ تدابير على حدود منطقة شنغن مع تركيا ردًا على أزمة اللاجئين التي نشأت في سوريا من قبل المنظمات الإرهابية مثل داعش والجيش السوري الحر. إن إنشاء منظمة أمن الحدود الجماعية التابعة للاتحاد الأوروبي، Frontex، هو جانب آخر من جوانب تركيز الاتحاد المتزايد على أمن الحدود. داخل منطقة شنغن، أصبح أمن الحدود أولوية بارزة بشكل خاص للحكومة الهنغارية في ظل رجل قوي يميني فيكتور أوربان. أكملت المجر بناء 175 كلومترًا من السياج بين صربيا في سبتمبر 2015 وعلى الحدود مع كرواتيا في أكتوبر 2015 لوقف المعابر الحدودية غير المصرح بها. في أبريل 2016، أعلنت الحكومة المجرية بناء تعزيزات للجدار، والتي وصفتها بأنها «مؤقتة». في يوليو 2016، تم «احتجاز» حوالي 1300 مهاجر على الجانب الصربي من الحدود. في أغسطس 2016، أعلنت Orbán أن المجر ستقوم ببناء حاجز أكبر آخر على حدودها الجنوبية. في 28 أبريل 2017، أعلنت الحكومة المجرية أنها أكملت سياجًا ثانيًا بطول 155 كيلومترًا مع صربيا. في 24 سبتمبر 2015، بدأت المجر في بناء سياج على حدودها مع سلوفينيا، في المنطقة المحيطة بمعبر Tornyiszentmiklós - Pince. تمت إزالة الأسلاك الشائكة بعد يومين. اعتبارًا من مارس 2016، أصبح كل شيء متاحًا إذا ما قررت المجر بناء حاجز حدودي على الحدود المجرية الرومانية - الجيش «ينتظر فقط الأمر من الحكومة».
مثال آخر على أمن الحدود هو الجدار الإسرائيلي المضاد للأنفاق على طول حدوده مع قطاع غزة، وهو جزء من دولة فلسطين الخاضعة لسيطرة حماس (وهي جماعة مسلحة تدعمها جماعة الإخوان المسلمين، وهي منظمة أصولية برعاية قطرية). من أجل الحد من قدرة حماس على بناء أنفاق داخل الأراضي التي تسيطر عليها إسرائيل، قامت إسرائيل ببناء جدار ملاط. وبالمثل، بدأت المملكة العربية السعودية في بناء حاجز أو سياج حدودي بين أراضيها واليمن لمنع حركة الأشخاص والبضائع غير المصرح بها. الفرق بين الأوضاع الاقتصادية في البلاد يعني أن العديد من اليمنيين يتوجهون إلى المملكة العربية السعودية للبحث عن عمل. ليس لدى المملكة العربية السعودية حاجز مع جيرانها الآخرين في مجلس التعاون الخليجي، الذي تتشابه اقتصاداته. في عام 2006، اقترحت المملكة العربية السعودية بناء سياج أمني على طول كامل حدودها الصحراوية بطول 900 كيلومتر مع العراق في مشروع بملايين الدولارات لتأمين حدود المملكة من أجل تحسين الأمن الداخلي، والسيطرة على الهجرة غير الشرعية، وتعزيز دفاعاتها ضد الخارج التهديدات. اعتبارًا من يوليو 2009، تم الإبلاغ عن أن السعوديين سيدفعون 3.5 مليار دولار مقابل السياج الأمني. يبلغ طول الجدار والحفرة المدمجة 600 ميل وتشمل خمس طبقات من الأسلاك وأبراج المراقبة وكاميرات الرؤية الليلية وكاميرات الرادار ويديرها 30 ألف جندي. في مكان آخر في أوروبا، بدأت جمهورية مقدونيا في إقامة سور على حدودها مع اليونان في نوفمبر 2015. على الحدود البرية بين فلسطين وجزء من شبه جزيرة سيناء التي تديرها الدولة الأفريقية مصر، بدأت الأخيرة في بناء حاجز حدودي في عام 2009 مدفوعًا بالقلق من أن المنظمات المسلحة تستخدم أنفاق تهريب قطاع غزة لنقل الأسلحة وأفراد بين غزة ومصر.

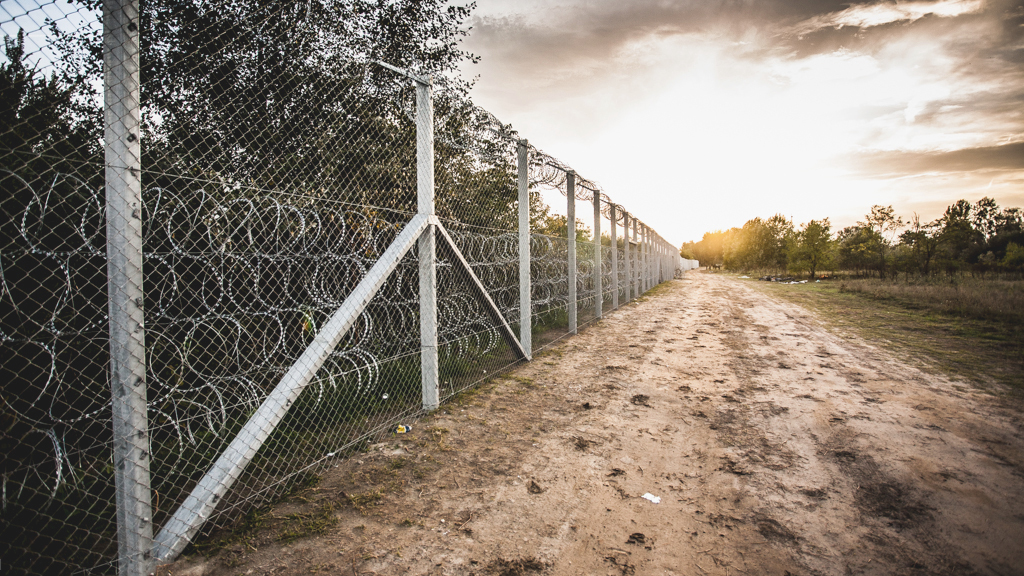
حاجز الحدود الهنغاري مع صربيا

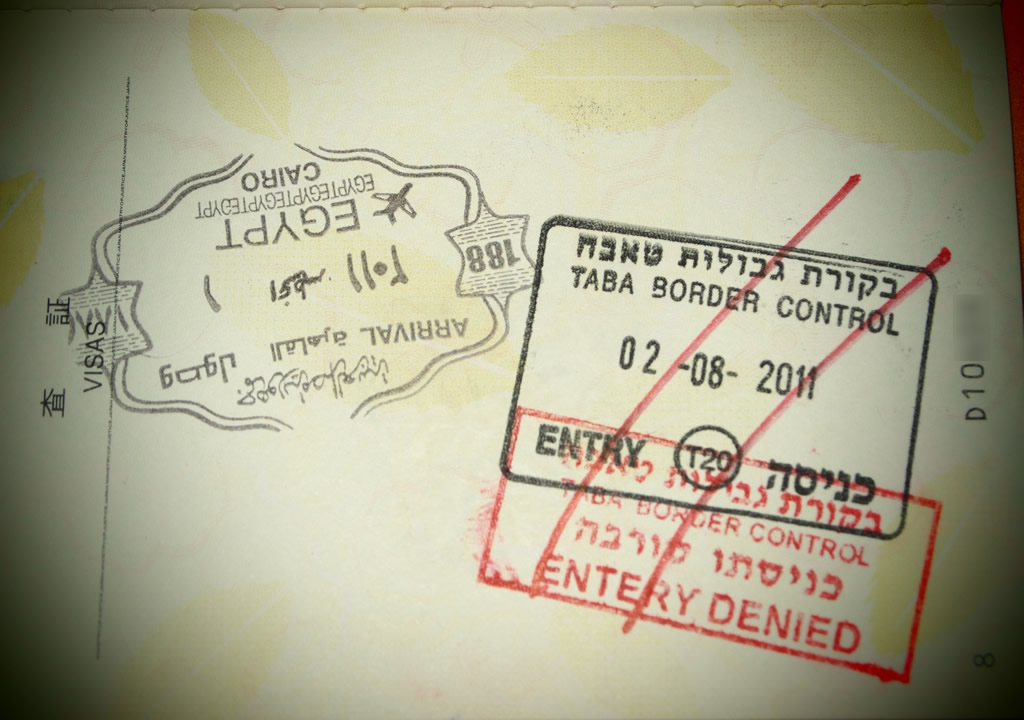
ختم رفض الدخول من معبر طابا الحدودي الإسرائيلي. (بعض السلطات القضائية - مثل ألمانيا وإسرائيل - قد ختمت تاريخياً «رفض دخول» على جوازات السفر.)

في عام 2003، بدأت بوتسوانا في بناء سياج كهربائي بطول 480 كم على طول الحدود مع زيمبابوي. السبب الرسمي للسياج هو وقف انتشار مرض الحمى القلاعية بين الماشية. يجادل زمبابويون بأن ارتفاع السور يهدف بوضوح إلى إبعاد الناس. وردت بوتسوانا أن السياج مصمم لمنع الماشية، ولضمان تطهير أحذيتهم عند المعابر الحدودية القانونية. جادلت بوتسوانا أيضا أن الحكومة تواصل تشجيع الحركة القانونية في البلاد. لم تكن زيمبابوي مقتنعة، ولا يزال الحاجز مصدر توتر.

#### مناطق حدودية

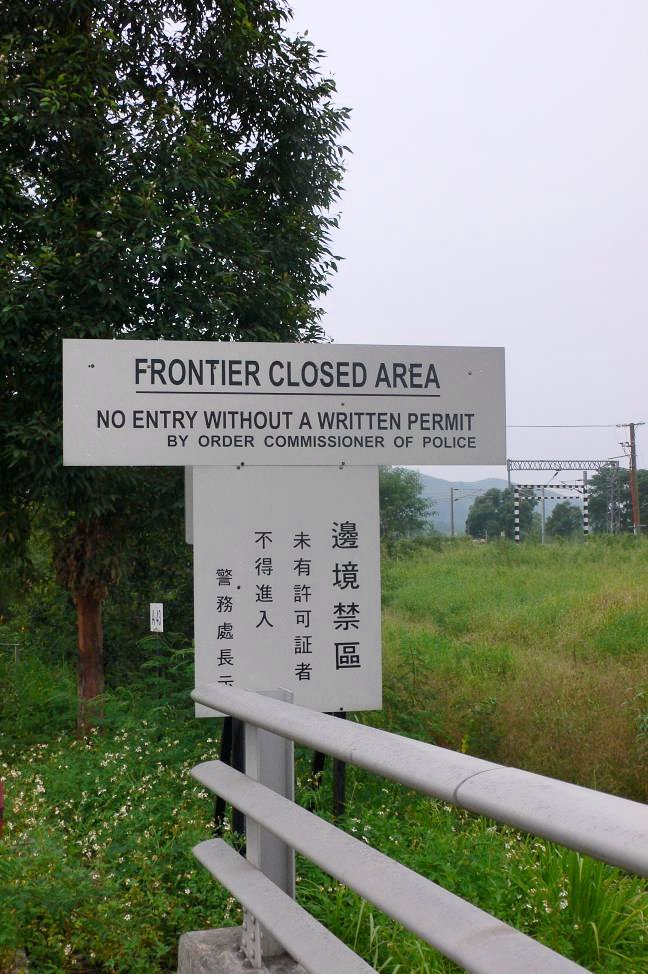
لافتة منطقة الحدود المغلقة في لو وو

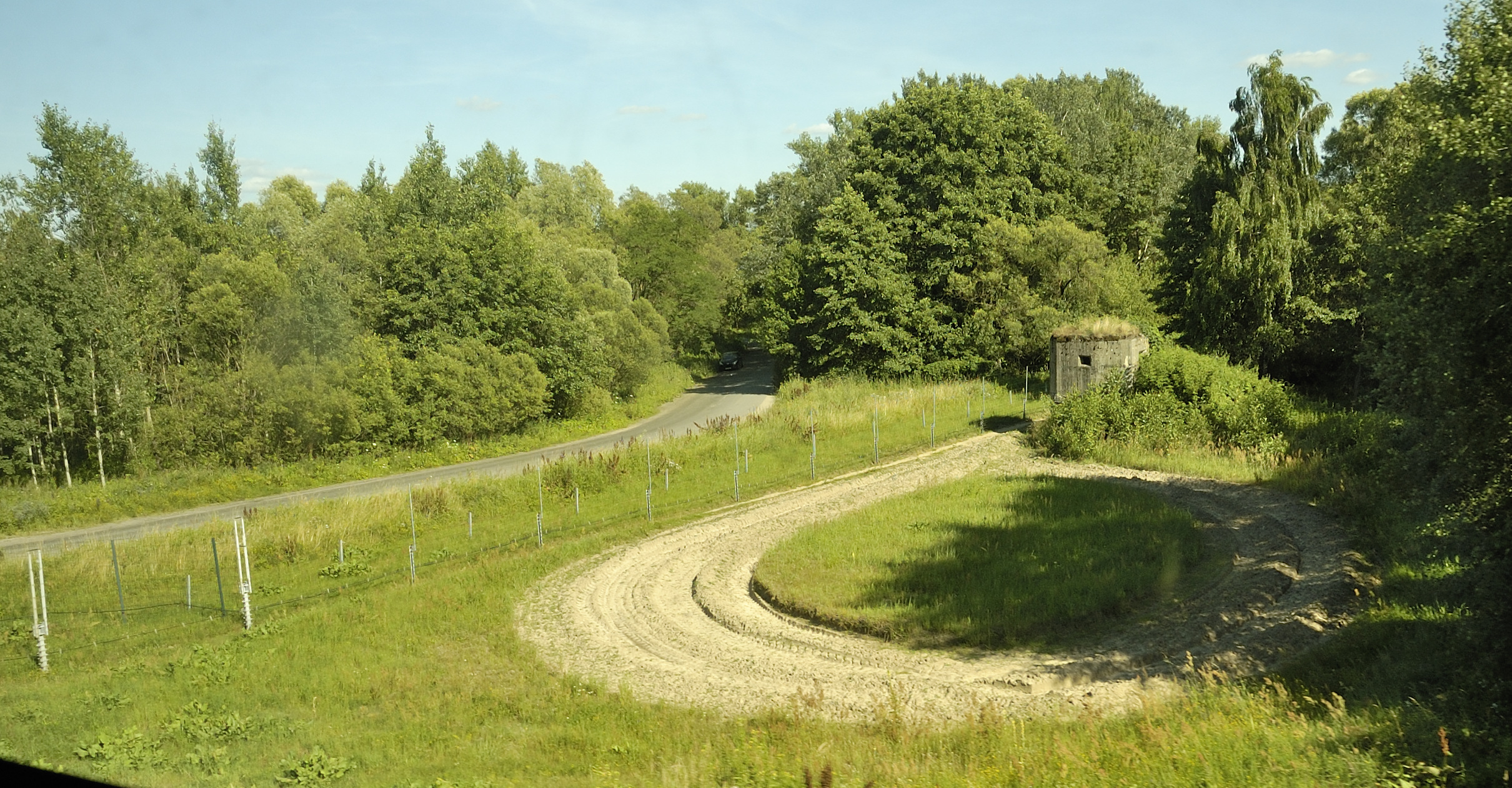
منطقة الحدود في بريست مع سياج بجهاز إنذار،

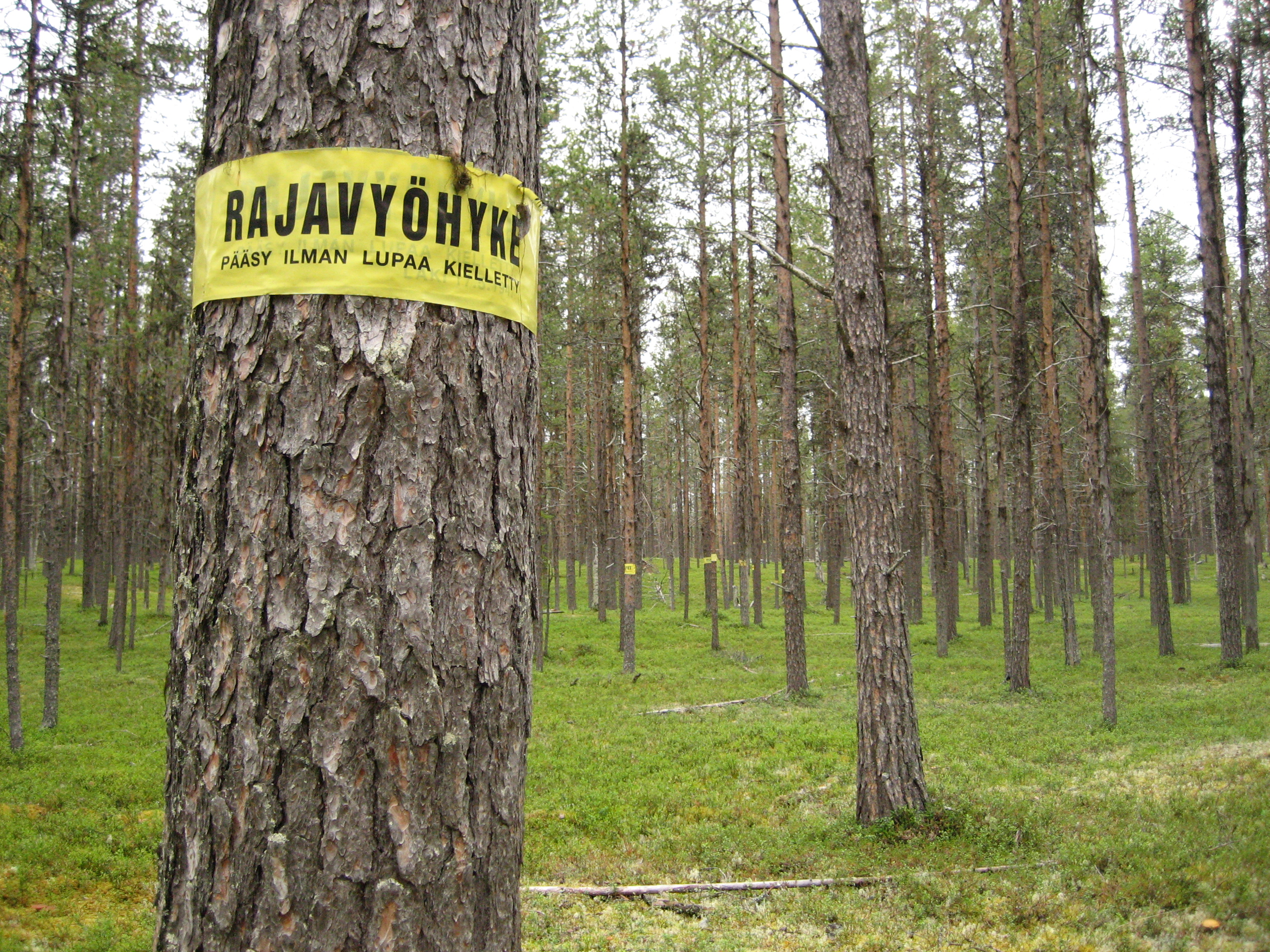
علامة تحذير لمنطقة حدودية على شجرة على الحدود بين فنلندا وروسيا: لا يوجد مدخل.

المناطق الحدودية هي مناطق قريبة من الحدود لها قيود خاصة على الحركة. قد تمنع الحكومات الدخول غير المصرح به إلى المناطق الحدودية أو الخروج منها وتقييد ملكية الممتلكات في المنطقة. تعمل المناطق كمناطق عازلة يتم مراقبتها بالتحديد بواسطة دوريات الحدود لمنع الدخول أو الخروج غير القانوني. تقييد مساعدات الدخول في تحديد المتسللين غير الشرعيين، لأنه من خلال مبدأ شرعية الجرائم والعقوبات («لا توجد عقوبة بدون قانون»)، يمكن لأي شخص أن يكون حاضراً في المنطقة القريبة من الحدود، ويمكن أن يختلط الدخلاء غير الشرعيين، مثل المهاجرين غير الشرعيين أو المهربين أو الجواسيس في. ومع ذلك، إذا كان كل التواجد غير المصرح به ممنوعًا، فإن مجرد وجود متسللين يسمح للسلطات بالقبض عليهم. يمكن أن تكون المناطق الحدودية بين الدول المعادية عسكرة بشكل كبير مزروعة بحقول الألغام والأسلاك الشائكة وأبراج المراقبة. تم تصميم بعض المناطق الحدودية لمنع الهجرة غير الشرعية أو الهجرة، وليس لديها العديد من القيود ولكن قد تعمل نقاط التفتيش للتحقق من حالة الهجرة. في معظم الأماكن، عادةً ما يتم تضمين و / أو طلب فيزا الحدود. في بعض الدول، يعد التنقل داخل منطقة حدودية دون ترخيص جريمة تؤدي إلى اعتقال. لا يوجد سبب محتمل مطلوب لأن مجرد التواجد داخل المنطقة يعد جريمة، إذا كان ذلك متعمدًا. حتى مع وجود تصريح للدخول، يحظر التصوير الفوتوغرافي، وإطلاق النار، وحمل الأسلحة النارية والصيد.
من الأمثلة على المناطق الحدودية الدولية منطقة الحدود الأمنية الروسية ومنطقة الحدود الفنلندية على الحدود الفنلندية الروسية. هناك أيضًا مناطق داخل البلاد مثل ستارة الصبار المحيطة بقاعدة خليج جوانتانامو البحرية في كوبا والمنطقة الكورية المنزوعة السلاح على طول خط ترسيم الحدود بين كوريا الشمالية وكوريا الجنوبية ومنطقة الحدود الحدودية المغلقة في هونغ كونغ. ومن الأمثلة التاريخية المهمة سلك الموت الذي أنشأته الإمبراطورية الألمانية للسيطرة على الحدود البلجيكية الهولندية والستار الحديدي، وهي مجموعة من المناطق الحدودية التي يحتفظ بها الاتحاد السوفيتي على طول حدودها مع الدول الغربية. كانت المنطقة المحظورة على الحدود الألمانية الداخلية واحدة من أكثر الأجزاء العسكرية. فقد تم تصميمها في النهاية لمنع الهروب من المنطقة السوفيتية إلى الغرب. في النهاية لجأت حكومات الكتلة السوفيتية إلى استخدام التدابير المضادة الفتاكة ضد أولئك الذين يحاولون عبور الحدود، مثل الأسوار الملغومة والأوامر بإطلاق النار على أي شخص يحاول العبور إلى الغرب. جعلت القيود المفروضة على البناء والسكن في المنطقة «الممر الأخضر»، التي أنشئت اليوم باسم الحزام الأخضر الأوروبي.
في المنطقة الممتدة للداخل من حدودها الداخلية مع البر الرئيسي، تحتفظ هونغ كونغ بالمنطقة الحدودية المغلقة خارج الحدود بالنسبة لأولئك الذين ليس لديهم تصريح خاص. تأسست المنطقة في الخمسينيات عندما كانت هونغ كونغ تحت الاحتلال البريطاني نتيجة لمعاهدة نانجينغ خلال حروب الأفيون، قبل نقل السيادة على هونغ كونغ في عام 1997. كانت أغراض المنطقة منع الهجرة غير الشرعية والتهريب. أصبح التهريب شائعًا نتيجة للحرب الكورية. واليوم، في ظل سياسة البلد الواحد (نظامان مختلفان)، لا تزال المنطقة تستخدم للحد من الهجرة غير المصرح بها إلى هونغ كونغ وتهريب البضائع في أي من الاتجاهين.
نتيجة لتقسيم شبه الجزيرة الكورية من قبل أمريكا والاتحاد السوفيتي بعد الحرب العالمية الثانية، اتي تفاقمت بسبب الحرب الكورية اللاحقة، هناك منطقة منزوعة السلاح تمتد عبر الحدود الفعلية بين كوريا الشمالية وكوريا الجنوبية. تتبع المنطقة المنزوعة السلاح الحدود الفعلية اعتبارًا من نهاية الحرب الكورية عام 1953. على غرار المنطقة الحدودية المغلقة في هونغ كونغ، تعمل هذه المنطقة وجهاز الدفاع الموجود على جانبي الحدود على الحد من المرور غير المصرح به بين الجانبين. في كوريا الجنوبية، توجد منطقة مسيجة إضافية بين خط السيطرة المدنية وبداية المنطقة المنزوعة السلاح، مما يزيد من تعزيز أمن الحدود.

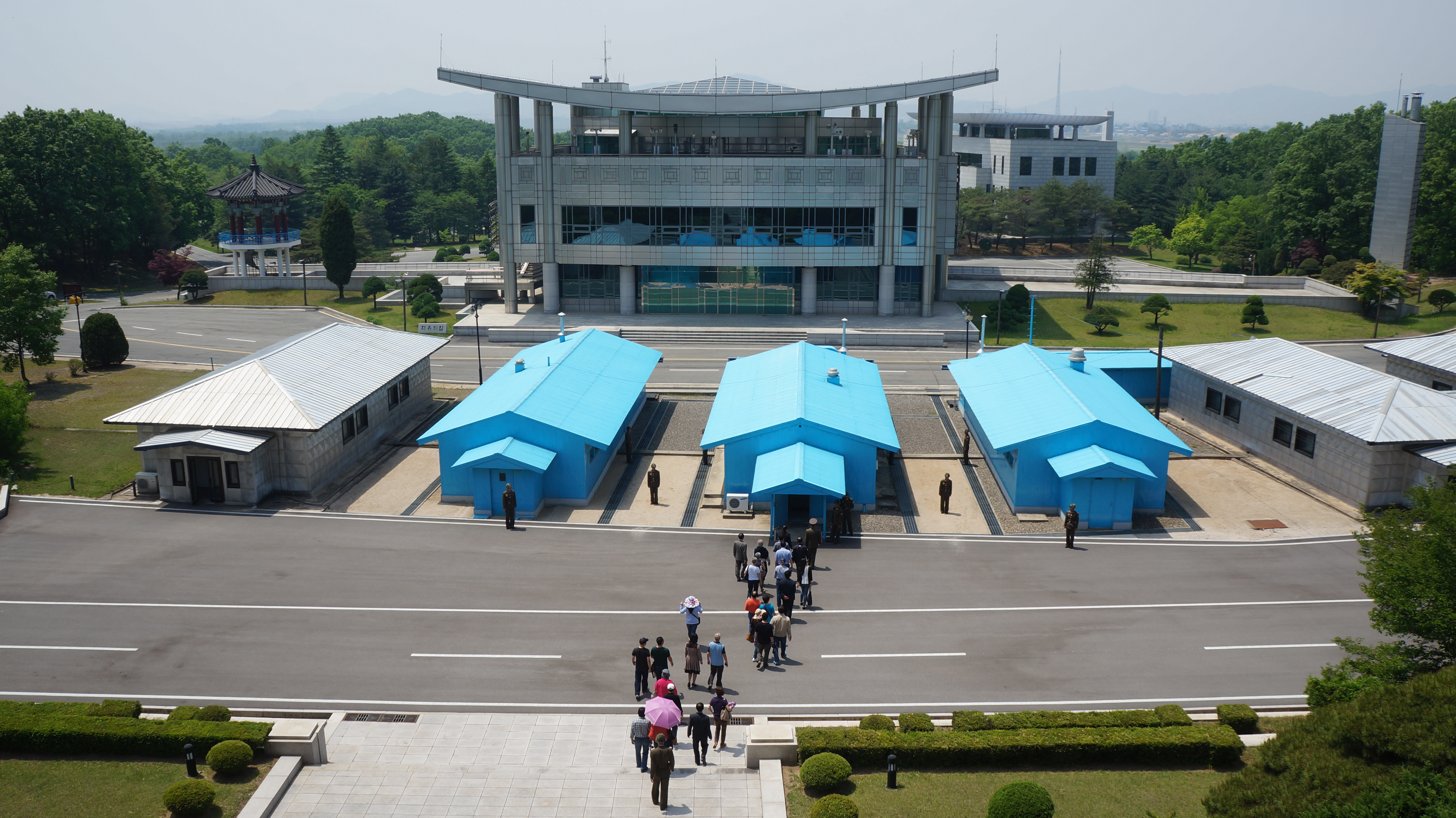
المنطقة الكورية المنزوعة السلاح كما ترى من الشمال

### سياسة الهجرة
سياسة الهجرة هي جانب من مراقبة الحدود فيما يتعلق بنقل الأشخاص إلى بلد ما، خاصةً أولئك الذين يعتزمون البقاء والعمل في البلاد. في كثير من الأحيان، يرتبط التحيز العنصري أو الديني بسياسة الهجرة. تحدد القواعد الجمركية والضريبية والتجارية البضائع التي قد يجلبها المهاجرون معهم، والخدمات التي قد يؤدونها أثناء وجودهم مؤقتًا في البلد. تسمح سياسة الاستثمار أحيانًا للمهاجرين الأثرياء بالاستثمار في الأعمال التجارية مقابل المعاملة المواتية والتجنس في نهاية المطاف. قد تفرض السياسة الزراعية إعفاءات على العمال الزراعيين المهاجرين، الذين يدخلون عادةً بلدًا فقط لموسم الحصاد ثم يعودون إلى بلد أو منطقة في الجنوب العالمي (مثل المكسيك أو جامايكا، حيث تستورد أمريكا وكندا، على التوالي -غالبًا ما تكون مؤقتة- العمالة الزراعية). يمثل أحد الجوانب المهمة لسياسة الهجرة في معاملة اللاجئين، الأشخاص الذين لا حول لهم ولا قوة أو عديمي الجنسية الذين يلقون أنفسهم تحت رحمة الدولة التي يحاولون الدخول إليها، أو يلتمسون اللجوء من المعاملة السيئة الفعلية أو المزعومة في بلدهم الأصلي. يُمنح اللجوء أحيانًا لأولئك الذين يواجهون الاضطهاد أو الخوف من الاضطهاد على أسس راسخة بسبب العرق أو الدين أو الجنسية أو العضوية في مجموعة اجتماعية معينة أو الرأي السياسي.

#### مناطق خاصة في أوروبا
يمكن أن تتراوح سياسات الهجرة في المناطق الخاصة في أوروبا من قيود شديدة على الهجرة، كما هو الحال في جبل آثوس باليونان، إلى السماح بمعظم أنواع الهجرة، مثل سياسة الهجرة المجانية المعمول بها في سفالبارد. سياسات مماثلة سارية لإيران كيش وقشم وكردستان العراق.

#### مجتمعات الشتات

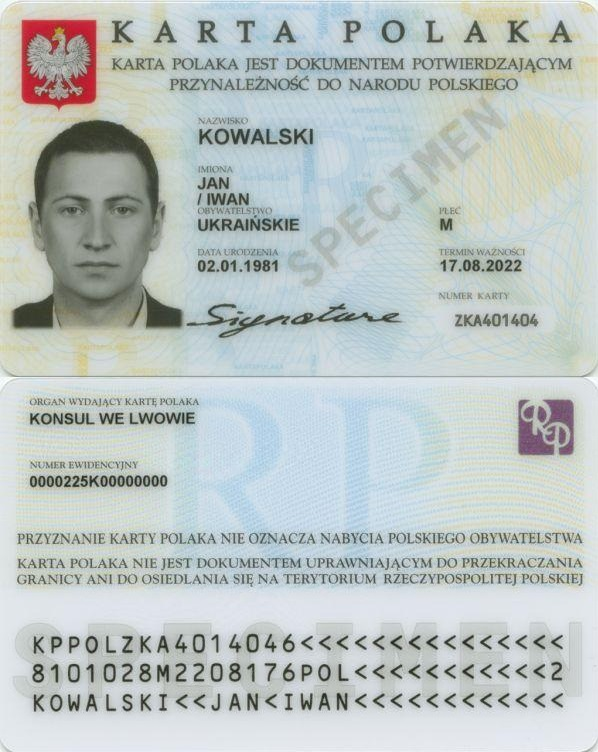
كارتا بولاكا - وثيقة

تتبنى بعض البلدان سياسات للهجرة تهدف إلى أن تكون مواتية لأفراد مجتمعات الشتات ذات الصلة بالبلد. على سبيل المثال، تمنح الحكومة الهندية وضع الجنسية الهندية في الخارج (OCI) للمواطنين الأجانب من أصل هندي للعيش والعمل إلى أجل غير مسمى في الهند. تم تقديم وضع OCI استجابة لطلبات الحصول على الجنسية المزدوجة من قبل المغتربين الهنود، وخاصة في البلدان ذات الكثافة السكانية الكبيرة من أصل هندي. تم تقديمه بموجب قانون الجنسية (التعديل)، 2005 في أغسطس 2005. في منطقة رابطة أمم جنوب شرق آسيا، فإن نسبة كبيرة من سكان سنغافورة وسنغافورة وماليزيا وبروناي يحملون وضع OCI. توجد مجتمعات OCI الكبيرة أيضًا في أمريكا الشمالية والمملكة المتحدة وأستراليا ونيوزيلندا ، وكذلك في العديد من الدول الإفريقية (لا سيما جنوب إفريقيا ومدغشقر وأعضاء من مجتمع شرق إفريقيا). حالة OCI تعفي حامليها من ضوابط الهجرة المفروضة عموما على الآخرين من نفس الجنسية. وبالمثل، تصدر بولندا Karta Polaka لمواطنين بعض بلدان شمال شرق أوروبا من أصل بولندي.
تأشيرة من أصل بريطاني هي وثيقة تصدرها المملكة المتحدة لمواطني الكومنولث لمن يكون جده مولود في المملكة المتحدة أو جزر القنال أو جزيرة آيل أوف مان الذين يرغبون في العمل في المملكة المتحدة. على غرار وضع OCI، فإنه يعفي أعضاء الشتات في البلاد من ضوابط الهجرة المعتادة. يستخدم بشكل أساسي من قبل الشباب الأسترالي والنيوزيلنديين والكنديين والجنوبيين من أصل بريطاني القادمين إلى المملكة المتحدة للعمل وكقاعدة لاستكشاف أوروبا.
تعترف بعض الدول بحق العودة للأشخاص من أصلهم في ذلك البلد. مثال بارز على ذلك هو حق اليهود السفارديم في اكتساب الجنسية الإسبانية بحكم الأصول الإسبانية لمجتمعهم. توجد إعفاءات مماثلة لضوابط الهجرة للأشخاص من أصل أرمني الذين يسعون للحصول على الجنسية الأرمنية. وبالمثل، تمنح غانا حقًا غير مسمى في البقاء في غانا لأفراد الشتات الأفريقي بغض النظر عن الجنسية.

### المناطق الدولية
المنطقة الدولية هي نوع من المناطق التي تتجاوز الحدود الإقليمية ولا تخضع بالكامل لسياسات مراقبة الحدود لأي بلد. يشير المصطلح الأكثر شيوعًا إلى مناطق المطارات الدولية بعد ضوابط خروج الحدود أو قبل ضوابط مراقبة الحدود. غالباً ما تحتوي هذه المناطق على منطقة تسوق معفاة من الرسوم الجمركية ، لكنها ليست خارج الحدود الإقليمية بالكامل. من الممكن عادة الانتقال بين الرحلات الجوية دون الحاجة إلى التحقق من جواز السفر أو التأشيرة اللازمة لدخول البلاد. في مناطق النزاع قد تكون هناك مناطق دولية تسمى المناطق الخضراء التي تشكل جيوب واقية للحفاظ على أمن الدبلوماسيين. قد يكون لدى البلدان التي تعاني من النزاع مناطق دولية تفصل بعضها عن بعض. تخضع بعض المناطق الدولية للقانون الدولي.

#### مناطق عبور المطار
المنطقة الدولية في مطار دولي هي المنطقة التي لم يدخل فيها المسافرون الدوليون البلاد رسميًا من خلال التخليص الجمركي وضوابط الهجرة، وقد غادر الركاب المغادرون البلاد رسميًا من خلال إلغاء مراقبة الهجرة الخارجة. يمكن لركاب الترانزيت القيام برحلات دولية متصلة في المنطقة الدولية دون التخليص الجمركي والهجرة ، وفي معظم الحالات لا يحتاجون إلى تأشيرة. ومع ذلك ، تطلب بعض الدول من ركاب الترانزيت من جنسيات معينة الحصول على تأشيرة عبور جوية مباشرة حتى عندما لا يحتاجون إلى المرور عبر مراقبة الحدود.
الاستثناء الرئيسي هو الولايات المتحدة، حيث لا يوجد بالمطارات مناطق عبور دولية. يخضع جميع المسافرين القادمين على متن رحلات دولية لعمليات التفتيش الجمركي والهجرة. وبالتالي، يتطلب المرور عبر مطار الولايات المتحدة تأشيرة عبور C-1 على الأقل، أو تصريح سفر للمسافرين من برنامج الإعفاء من التأشيرة (VWP). من السمات الشائعة للمنطقة الدولية منطقة التسوق المعفية من الرسوم الجمركية للمسافرين المغادرين والعابرين.

#### أمثلة أخرى

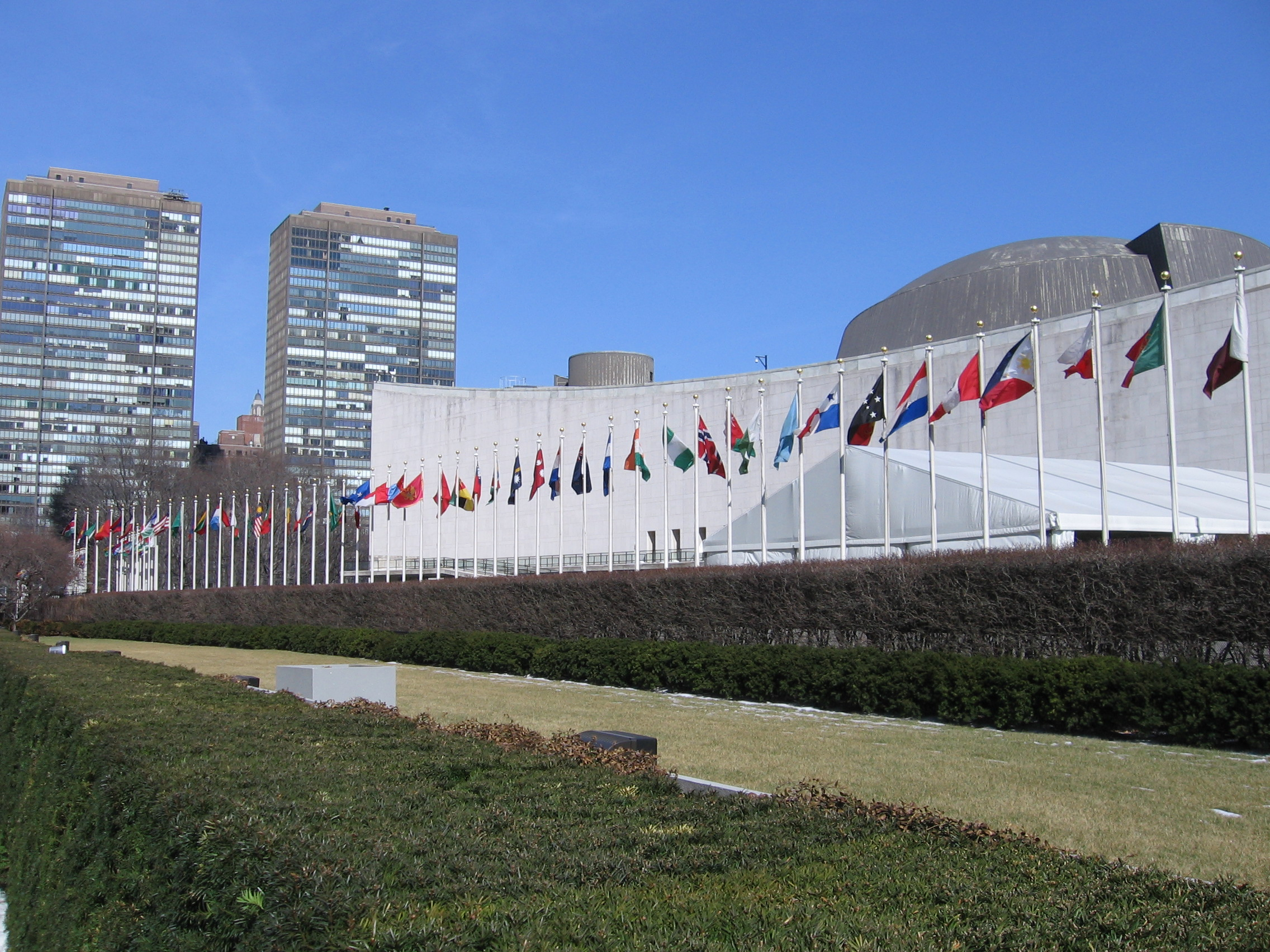
أعلام الدول الأعضاء في الأمم المتحدة تطير خارج مجمع مقر الأمم المتحدة في مدينة نيويورك.

- مقر الأمم المتحدة هو سلسلة من المجمعات في مدينة نيويورك (أمريكا) وجنيف (سويسرا) وفيينا (النمسا) ونيروبي (كينيا) [29] الموجودة على الأراضي الدولية. تدير الأمم المتحدة هذه المناطق، لكن لا تزال تخضع لمعظم القوانين المحلية والوطنية.[30] المكتب في مدينة نيويورك مشهور لأنه يضم المكاتب الرئيسية للأمانة العامة للأمم المتحدة وهو مكان عمل الأمين العام للأمم المتحدة.
- منزل لونغوود في سانت هيلانة، حيث أمضى نابليون بونابرت السنوات الأخيرة من حياته في المنفى مملوك للحكومة الفرسية على الرغم من وجوده في جزيرة بريطانية. إنها جزء من الأراضي البريطانية.
- يُعد مطار بازل - ميلوز - فريبورغ الأوروبي مطارًا مشتركًا بين فرنسا وسويسرا. يقع على بعد 3.5 كم شمال غرب مدينة بازل، و20 كم جنوب شرق مولهاوس في فرنسا، و46 كم جنوب غرب فرايبورغ إم بريسغاو في ألمانيا. تحكمها اتفاقية دولية لعام 1949. يقع المقر الرئيسي لعمليات المطار في بلوتزهايم، فرنسا.[31] يقع المطار بالكامل على الأراضي الفرنسية. ومع ذلك، فإن لديها منطقة جمركية سويسرية متصلة ببازل بطريق جمركي طوله 2.5 كيلومتر، مما يسمح للمسافرين جواً بالوصول إلى سويسرا متجاوزين التخليص الجمركي الفرنسي. يتم تشغيل المطار من خلال معاهدة حكومية تم تأسيسها في عام 1946 حيث يُسمح للبلدين (سويسرا وفرنسا) بالوصول إلى المطار دون أي قيود جمركية أو قيود حدودية أخرى. يضم مجلس المطار 8 أعضاء من كل من فرنسا وسويسرا ومستشاران من ألمانيا.[32] يحتوي مطار جنيف في سويسرا على قطاع فرنسي بنفس الطريقة.
- يتم تأجير قاعدة الخميم الجوية في سوريا إلى الحكومة الروسية لمدة 49 عامًا، وتتمتع الحكومة الروسية بسلطة قضائية خارج الحدود الإقليمية على القاعدة الجوية وموظفيها.[33][34]
- كانت مدينة دانزيغ الحرة منطقة دولية موجودة بين عامي 1920 و1939، وتتألف من ميناء دانزيغالمطل على بحر البلطيق (غدانسك الآن في بولندا) وما يقرب من 200 بلدة وقرية في المناطق المحيطة بها. تم إنشاؤه في 15 نوفمبر 1920 [35][36] وفقًا للمادة 100 (القسم الحادي عشر من الجزء الثالث) من معاهدة فرساي لعام 1919 بعد نهاية الحرب العالمية الأولى. شملت المدينة الحرة مدينة دانزيغ وغيرها من البلدات والقرى والمستوطنات التي كان يسكنها الألمان في المقام الأول. كما ذكرت المعاهدة، كان يجب أن تظل المنطقة منفصلة عن ألمانيا ما بعد الحرب العالمية الأولى (جمهورية فايمار) وعن الدولة المستقلة حديثًا للجمهورية البولندية الثانية («بولندا ما بين الحربين»)، لكنها لم تكن دولة مستقلة.[37] كانت المدينة الحرة تحت حماية عصبة الأمم ووضعت في اتحاد جمركي ملزم مع بولندا.
- قبر سليمان شاه، وفقًا للتقاليد العثمانية، يضم القبر (ضريح) آثار سليمان شاه (حوالي 1178-1236)، جد عثمان الأول (المتوفى 1323/4)، مؤسس الدولة العثمانية، Devlet-i ʿAlīye-i ʿOsmānīye). يضم هذا القبر الأسطوري منذ عام 1236 ثلاثة مواقع، كلها في سوريا الحالية. من عام 1236 حتى عام 1973، كان موقعه الأول بالقرب من قلعة قلعة جعبر في محافظة الرقة الحالية في سوريا. بموجب معاهدة لوزان (1923)، التي قسمت الإمبراطورية العثمانية إلى تركيا وسوريا ودول أخرى، ظل موقع المقبرة في قلعة قلعة جعبر ملكًا لتركيا. تنص المادة 9 من معاهدة أنقرة، الموقعة من قبل فرنسا وتركيا في عام 1921، على أن قبر سليمان شاه (في موقعه الأول) «سيبقى ملكا تلركيا، التي قد تعيّن أوصياء عليه ويجوز لها يرفع العلم التركي هناك».[38]

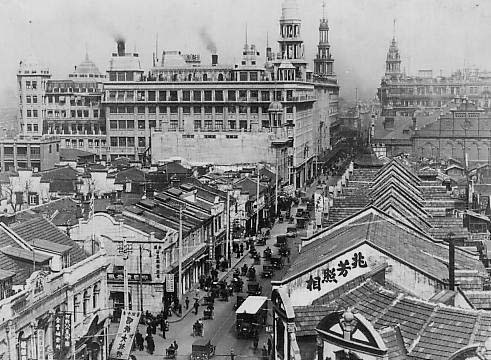
نانجينغ رود (ثم بالحروف اللاتينية باسم نانكينج رود) في شنغهاي، داخل التسوية الدولية.

- خلال أواخر سنوات تشينغ، تم تسليم أجزاء كبيرة من الأراضي الصينية، على طول الساحل في المقام الأول، كتنازلات لقوى الاحتلال بما في ذلك العديد من القوى الأوروبية وكذلك اليابان. كان لكل امتياز قوة شرطة خاصة به، وسلطات قضائية مختلفة لها قوانين منفصلة خاصة بها. وبالتالي، قد يكون النشاط قانونيًا في أحد الامتيازات ولكنه غير قانوني في نشاط آخر. العديد من التنازلات حافظت أيضًا على حامية عسكرية خاصة بها وجيش دائم. كانت القوات العسكرية وقوات الشرطة التابعة للحكومة الصينية موجودة في بعض الأحيان. سمحت بعض قوات الشرطة الصينية، والبعض الآخر لا. في هذه التنازلات، مُنح مواطنو كل قوة أجنبية الحق في العيش بحرية ونشر الدين والسفر. لقد طوروا ثقافاتهم الفرعية المعزولة والمتميزة عن الثقافة الصينية الجوهرية، حاولت الإدارات الاستعمارية إعطاء صفة «الوطن». في حالة اليابان، ازدهرت تقاليدها ولغتها بشكل طبيعي.
- للعراق منطقة دولية حول القصر الجمهوري في وسط بغداد في منطقة من نهر دجلة. كانت هذه المنطقة وما زالت المقر الرئيسي المحصّن لوزارتي التحالف وإعادة الإعمار العراقية. بدأ الاسم الرسمي باسم «المنطقة الخضراء» ولكن تم تغيير لاحقا إلى «المنطقة الدولية» في يونيو 2004 مع عودة السيادة إلى الشعب العراقي.[39][40]

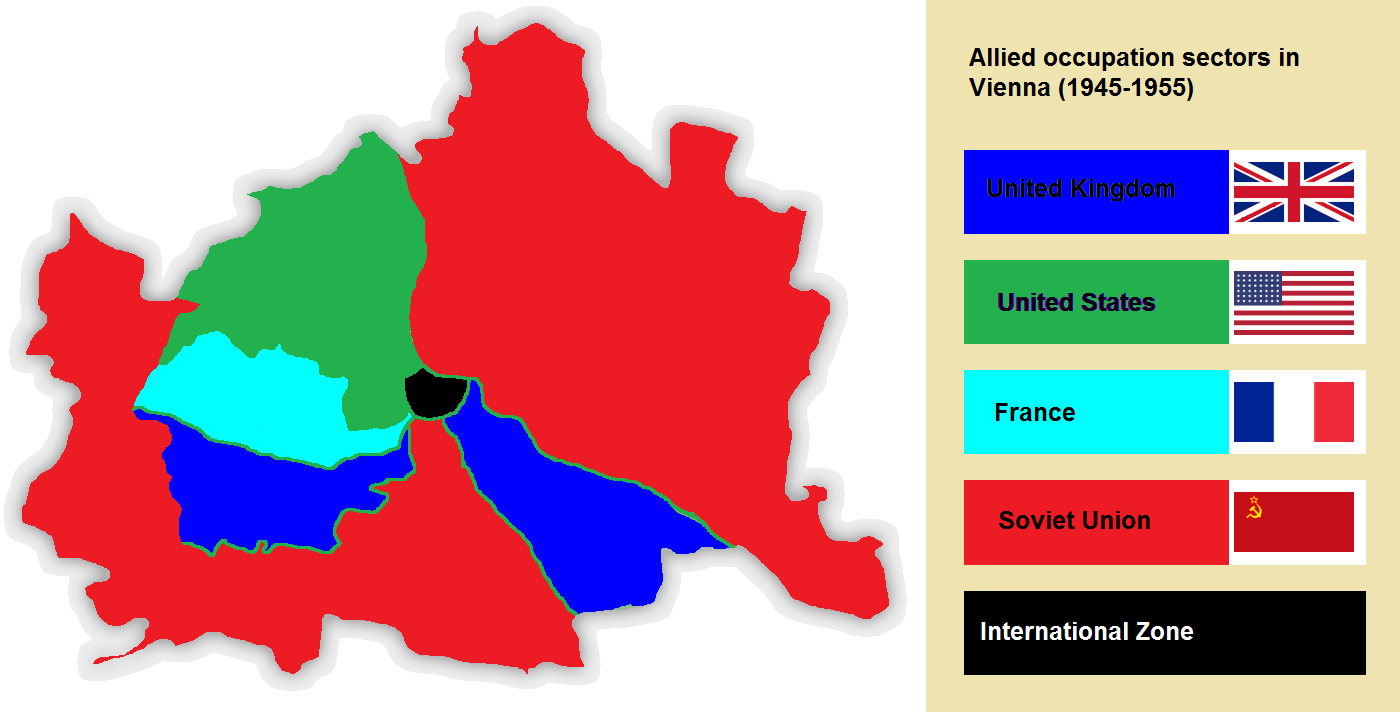
قطاعات الاحتلال الأربعة في فيينا بين 1945-1955.

- قسمت القوات الفرنسية والبريطانية والأمريكية والسوفيتية فيينا إلى أربع مناطق، وكانت منطقة دولية صغيرة في المركز التاريخي لفيينا تحكمها قوات تلك الدول بالتناوب.
- خلال الحرب الباردة عندما قسمت برلين، استمرت محطة Friedrichstraße، على الرغم من كونها تقع بالكامل في شرق برلين، واستمرت قطارات S-Bahn ومترو برلين من برلين الغربية في خدمة المحطة. تمكن سكان برلين الغربية من الانتقال بين S-Bahn ومترو برلين، أو إلى القطارات إلى الغرب دون المرور عبر الحدود الألمانية الشرقية. عرض قسم برلين الغربية من المحطة ورشة عمل تديرها الحكومة الألمانية الشرقية، والتي باعت سلع معفاة من الرسوم الجمركية وعالية الجودة بأسعار أقل مقارنة مع الغرب. كانت المحطة أيضًا موقعًا لمعبر حدودي رئيسي بين برلين الغربية والشرقية، حيث دخل سكان برلين الغربية ومسافرون آخرون يحملون أوراقًا مناسبة إلى ألمانيا الشرقية.
- لا توجد دولة لها السيادة على المياه الدولية. تتمتع جميع الدول بحرية الصيد والملاحة والطيران ووضع الكابلات وخطوط الأنابيب، فضلاً عن الأبحاث. يشار إلى المحيطات والبحار والمياه الخارجة عن الولاية الوطنية أيضًا باسم أعالي البحار أو في أمريكا اللاتينية، ماري ليبروم (أي البحر الحر). تعرف اتفاقية أعالي البحار، الموقعة في عام 1958، والتي تضم 63 دولة موقعة، "أعالي البحار" أنها تعني "جميع أجزاء البحر غير المدرجة في البحر الإقليمي أو في المياه الداخلية لدولة" وحيث "لا" يجوز للدولة أن تدعي بشكل صحيح إخضاع أي جزء منها لسيادتها ".[41] استخدمت اتفاقية أعالي البحار كأساس لاتفاقية الأمم المتحدة لقانون البحار، الموقعة في عام 1982، والتي تعترف بالمناطق الاقتصادية الخالصة التي تمتد على مسافة 370 كيلومترًا من خط الأساس، حيث تتمتع الدول الساحلية بحقوق سيادية في العمود المائي وقاع البحر وكذلك الموارد الطبيعية الموجودة هناك.[42] السفن التي تبحر في أعالي البحار تخضع عادة لولاية دولة العلم (إذا كان هناك واحد)؛ [43] ومع ذلك، عندما تكون السفينة متورطة في أعمال إجرامية معينة، مثل القرصنة، [44] يمكن لأي دولة ممارسة الولاية القضائية بموجب مبدأ الولاية القضائية العالمية. يمكن أن تتناقض المياه الدولية مع المياه الداخلية والمياه الإقليمية والمناطق الاقتصادية الخالصة.
- يجعل نظام معاهدة أنتاركتيكا قارة أنتاركتيكا منطقة قانونية دولية منزوعة السلاح.

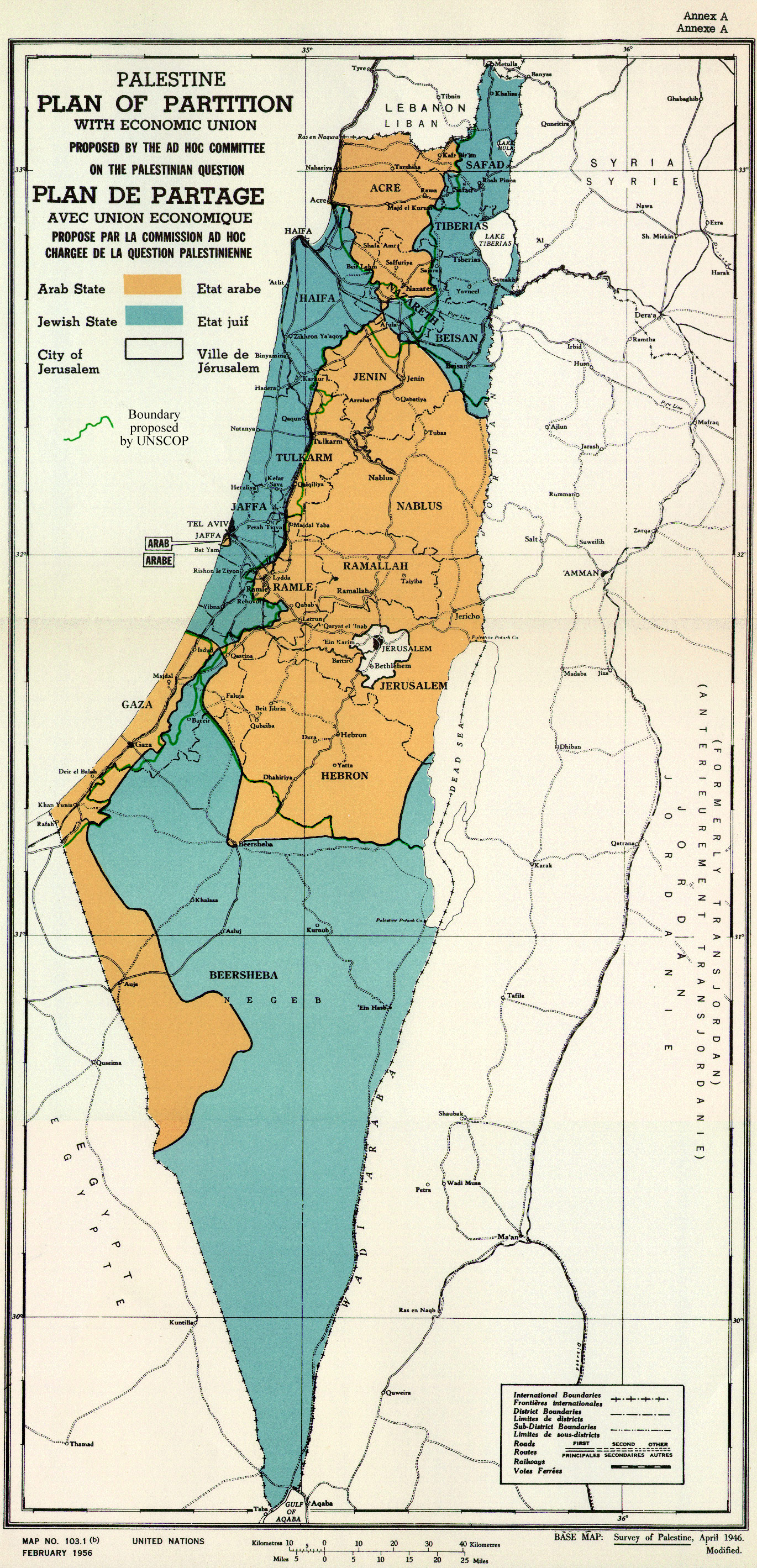
خطة الأمم المتحدة لتقسيم فلسطين، والتي تضع مدينة القدس كمنطقة دولية

- بموجب خطة الأمم المتحدة لتقسيم فلسطين لعام 1947، كان من المفترض أن تصبح مدينة القدس منطقة دولية. هذا لم ينفذ قط. كانت المدينة مسرحًا للقتال العنيف في عام 1948 والذي توج بتقسيمها بين إسرائيل والأردن. بعد تسعة عشر عامًا في عام 1967، استولت إسرائيل على الجزء الذي تحتله الأردن وضمته من جانب واحد. ومع ذلك، فإن فكرة إنشاء منطقة دولية في القدس، بما في ذلك مدينة القدس القديمة الحساسة على الأقل، لا يزال يتم طرحها من قبل مختلف الوسطاء المحتملين. في حين يتم التأكيد في الغالب على أن المجتمع الصهيوني فضل هذه الخطة، فقد قرر علماء أمثال سيمها فلابان أنه من الخرافات أن الصهاينة قبلوا التقسيم كحل وسط تخلى عنه المجتمع اليهودي عن الطموحات لفلسطين بأكملها والاعتراف بحقوق الفلسطينيون العرب إلى دولتهم الخاصة. وبدلاً من ذلك، جادل فابلان، كان القبول مجرد خطوة تكتيكية تهدف إلى إحباط إنشاء دولة فلسطينية عربية، وفي نفس الوقت، توسيع الأراضي التي خصصتها الأمم المتحدة للدولة اليهودية.[45][46][47][48][49] قال باروخ كيميرلينغ إن الصهاينة «قبلوا رسمياً خطة التقسيم، لكنهم استثمروا كل جهودهم لتحسين شروطها وتوسيع حدودهم إلى أقصى حد مع تقليل عدد العرب فيها».[50] رفض القادة والحكومات العربية خطة التقسيم حسب قرار الأمم المتحدة وأشاروا إلى أنهم سيرفضون أي خطة تقسيم أخرى.[51] أعلنت وفود الدول العربية فور التصويت على التقسيم أنها لن تكون ملزمة بالقرار، وانسحبت برفقة المندوبين الهنود والباكستانيين.[52] ومع ذلك، لم تتحقق الخطة في الأيام التالية لقرار 29 نوفمبر 1947 على النحو المتوخى من قبل الجمعية العامة.[53] وأعقب ذلك اندلاع أعمال عنف في فلسطين بين اليهود الفلسطينيين والعرب المعروفين باسم الحرب الأهلية 1947-1948.[54] في عام 2011، صرح محمود عباس أن الرفض العربي لخطة الأمم المتحدة لتقسيم فلسطين لعام 1947 كان خطأ يأمل في تصحيحه.[55] صوتت دول أوروبا الغربية عمومًا لصالح القرار، باستثناء المملكة المتحدة (صاحب الانتداب) وتركيا واليونان. في أماكن أخرى من أوروبا، صوتت دول الشرق الأوسط في المقام الأول ضد التقسيم، بينما صوتت الكتلة السوفيتية، باستثناء يوغوسلافيا، لصالحه. صوتت غالبية دول أمريكا اللاتينية لصالح التقسيم، مع امتناع أقلية كبيرة عن التصويت. صوتت الدول الآسيوية ضد التقسيم، باستثناء الفلبين.[56]
- دييما كان ميناء بالقرب من مدينة Nagasaki اليابانية التي تم التنازل عنها للإدارة الهولندية بين عامي 1641 و1854. خلال فترة إيدو، كانت نقطة الربط الوحيدة بين اليابان والعالم الخارجي. تلقت العائلات اليابانية المحلية الـ 25 التي تملك الأرض إيجارًا سنويًا من الهولنديين. كانت ديجيما جزيرة صغيرة، 120 مترًا في 75 مترًا ، [57] مرتبطة بالبر الرئيسي بواسطة جسر صغير، محمي من كلا الجانبين وبوابة على الجانب الهولندي. كانت تحتوي على منازل لنحو عشرين هولنديًا ومستودعات وأماكن إقامة للمسؤولين اليابانيين. شاهد الهولنديون عدد من المسؤولين اليابانيين، وحراس البوابة، والحراس الليليين، والمشرف مع حوالي خمسين مرؤوسًا. قام العديد من التجار بتزويد السلع والخدمات، وحوالي 150 مترجماً شفوياً. وكان يتعين عليهم جميعًا دفعها من قبل شركة الهند الشرقية الهولندية. لمدة مائتي عام، لم يُسمح للتجار الأجانب عمومًا بالعبور من ديجيما إلى ناغازاكي. كما مُنع اليابانيون من الدخول إلى ديجيما، باستثناء المترجمين الفوريين والطهاة والنجارين والكتبة و«نساء المتعة» من مقاهي ماروياما. منذ القرن الثامن عشر، كانت هناك بعض الاستثناءات لهذه القاعدة ، خاصة بعد اتباع سياسة الترويج للعلوم العملية الأوروبية التي تنفذها توكوجاوا يوشيمون. سُمح لعدد محدود من اليابانيين بالبقاء لفترات أطول، لكنهم اضطروا إلى تقديم تقارير منتظمة إلى مركز الحرس الياباني. مرة واحدة في العام، سُمح للأوروبيين بحضور الاحتفالات في ضريح سووا تحت الحراسة. في بعض الأحيان، تم استدعاء الأطباء مثل إنلبرت كيمبفر، وكارل بيتر ثونبرج، وفيليب فرانز فون سيبولد إلى مرضى يابانيين رفيعي المستوى بإذن من السلطات.[58] ابتداءً من القرن الثامن عشر، مع صعود رانغاكو، أصبحت ديجيما معروفة في جميع أنحاء اليابان كمركز للطب والعلوم العسكرية وعلم الفلك.
- أنشأت المملكة المتحدة وفرنسا «مناطق دولية» أو «مناطق مراقبة» في طرفي نفق القناة، الذي يعبر تحت القناة الإنجليزية. تمارس السلطات البريطانية السلطة داخل منطقة المراقبة على الجانب الفرنسي، وتمارس السلطات الفرنسية السلطة داخل منطقة المراقبة على الجانب البريطاني. يتم التعامل مع الانتهاكات في منطقة المراقبة كما لو أنها وقعت داخل إقليم الدولة المجاورة داخل تلك المنطقة. قد يحمل ضباط الدولة المجاورة الأسلحة النارية داخل منطقة التحكم.[59]

خريطة تريست، تُظهر منطقتين إداريتين، استوعبت كل منهما في وقت لاحق من قبل كل من جاراتها (كانت سلوفينيا وكرواتيا جزءًا من يوغوسلافيا في ذلك الوقت).

- كانت منطقة ترييستي الحرة منطقة دولية على الحدود مع إيطاليا ويوغوسلافيا، وتواجه الجزء الشمالي من البحر الأدرياتيكي، وتقع تحت مسؤولية مجلس الأمن التابع للأمم المتحدة مباشرة في أعقاب الحرب العالمية الثانية، نتيجة لمزاعم إيطالية ويوغسلافية نشأ صراع. قاتلت إيطاليا مع قوى المحور أثناء الحرب، وعندما انهار النظام الفاشي في عام 1943 واستسلمت إيطاليا، احتلت القوات الألمانية المنطقة، وكانت عاصمتها تريست. دخل الجيش اليوغوسلافي الرابع والفيلق التاسع السلوفيني إلى تريست في 1 مايو 1945، بعد معركة في مدينة أوبيسينا. وصلت الفرقة الثانية (نيوزيلندا) في اليوم التالي وأجبرت 2000 من جنود الجيش الألماني المحتجزين في تريست على الاستسلام، الذين رفضوا بحذر الاستسلام للقوات الحزبية، خوفًا من إعدامهم. تطورت هدنة غير مستقرة بين نيوزيلندا والقوات اليوغوسلافية التي تحتل المنطقة حتى الجنرال البريطاني. اقترح السير ويليام مورغان تقسيم الإقليم وإزالة القوات اليوغوسلافية من المنطقة التي يحتلها الحلفاء. وافق الزعيم اليوغوسلافي جوزيب بروز تيتو من حيث المبدأ في 23 مايو، حيث كان فيلق الثالث عشر البريطاني ينتقل إلى خط الترسيم المقترح. تم توقيع اتفاقية في دوينو في 10 يونيو، لإنشاء خط مورغان. انسحبت القوات اليوغسلافية بحلول 12 يونيو 1945.[60][61] وبالتالي، تم تحديد المنطقة كمنطقة دولية كجزء من محاولة للحفاظ على هذه الهدنة بعد نهاية الحرب. تتألف المنطقة الحرة من 738 منطقة كيلومتر مربع حول خليج تريست من دوينو/ديفين في الشمال إلى نوفيغراد / سيتانوفا في الجنوب، كان عدد سكانها حوالي 330,000 نسمة. تحدها الجمهورية الإيطالية الجديدة من الشمال، وجمهورية يوغوسلافيا الاتحادية الاشتراكية من الجنوب والشرق. أنشئ الإقليم الحر في 10 فبراير 1947 بموجب بروتوكول معاهدة السلام مع إيطاليا من أجل استيعاب سكان مختلطين عرقيًا وثقافيًا في بيئة محايدة خالية من حكم أي من البلدين. تم منح الإقليم الحر فعليًا إلى جارتيها في عام 1954، وتم إضفاء طابع رسمي على ذلك لاحقًا بموجب معاهدة أوسيمو الثنائية لعام 1975، التي تم التصديق عليها في عام 1977.[62] خلال أواخر الأربعينيات وفي السنوات التي تلت تقسيم الإقليم، اختار ما يصل إلى 40,000 شخص [63] (معظمهم من الإيطاليين) مغادرة منطقة يوغوسلافيا ب والانتقال إلى المنطقة أ أو إيطاليا لأسباب مختلفة: تعرض بعضهم للترهيب من المغادرة، والبعض يفضل ببساطة عدم العيش في يوغوسلافيا. في يوغوسلافيا، كان الناس الذين غادروا يدعون optanti («اختيار»)، بينما يسمون أنفسهم esuli («المنفيين»). اختار حوالي 14000 إيطالي البقاء في المنطقة اليوغوسلافية، مقسمة حاليًا بين سلوفينيا وكرواتيا.
- كانت منطقة طنجة الدولية محمية مساحتها 373 كيلومتراً مربعاً تسيطر عليها عدة بلدان في مدينة طنجة المغربية وضواحيها بين عامي 1923 و 1956. يشبه إلى حد كبير تسوية شنغهاي الدولية ، كانت الحكومة والإدارة في المنطقة في أيدي عدد من القوى الأجنبية.
- ولدت الأميرة مارغريت أكيرة هولندا في أوتاوا، أونتاريو، كندا، [64] حيث كانت العائلة تعيش هناك منذ يونيو 1940 بعد احتلال هولندا من قبل ألمانيا. أعلنت الحكومة الكندية مؤقتًا أن قسم الولادة في مستشفى أوتاوا المدني الذي ولدت فيه كان خارج الحدود الإقليمية، [65] مما يضمن ألا تدين الأميرة بأي ولاء لبيت وندسور الحاكم في كندا نتيجة لجنسيتها الآمرة..[66]
- يعتبر الخط الأخضر الذي يفصل جنوب قبرص وشمال قبرص منطقة دولية لأن الأمم المتحدة تعمل وتقوم بدوريات داخل المنطقة العازلة. تأسست المنطقة العازلة في عام 1974 بسبب التوترات العرقية بين القبارصة اليونانيين والأتراك. الخط الأخضر هو منطقة منزوعة السلاح، وبالتالي فهو يعمل بنفس طريقة الخط 38 الذي يفصل بين جمهورية كوريا وكوريا الشمالية. يوجد مقر الأمم المتحدة حاليا لقوة الأمم المتحدة لحفظ السلام في قبرص في مطار نيقوسيا الدولي المهجور، حيث تتمركز غالبية قوات حفظ السلام والمحادثات بين الحكومتين.

## متطلبات محددة
تختلف درجة تشديد الضوابط الحدودية باختلاف البلدان والحدود. في بعض البلدان، قد تكون الضوابط موجهة إلى دين المسافر أو عرقه أو جنسيته أو البلدان الأخرى التي تمت زيارتها. قد يحتاج الآخرون إلى التأكد من قيام المسافر بدفع الرسوم المناسبة للحصول على تأشيرات سفرهم وتخطيط السفر المستقبلي خارج البلاد. ومع ذلك، قد يركز البعض الآخر على محتويات أمتعة المسافر، والسلع المستوردة لضمان عدم تنفيذ أي شيء قد يؤدي إلى خطر على السلامة البيولوجية في البلاد.

### آفاق الحدود

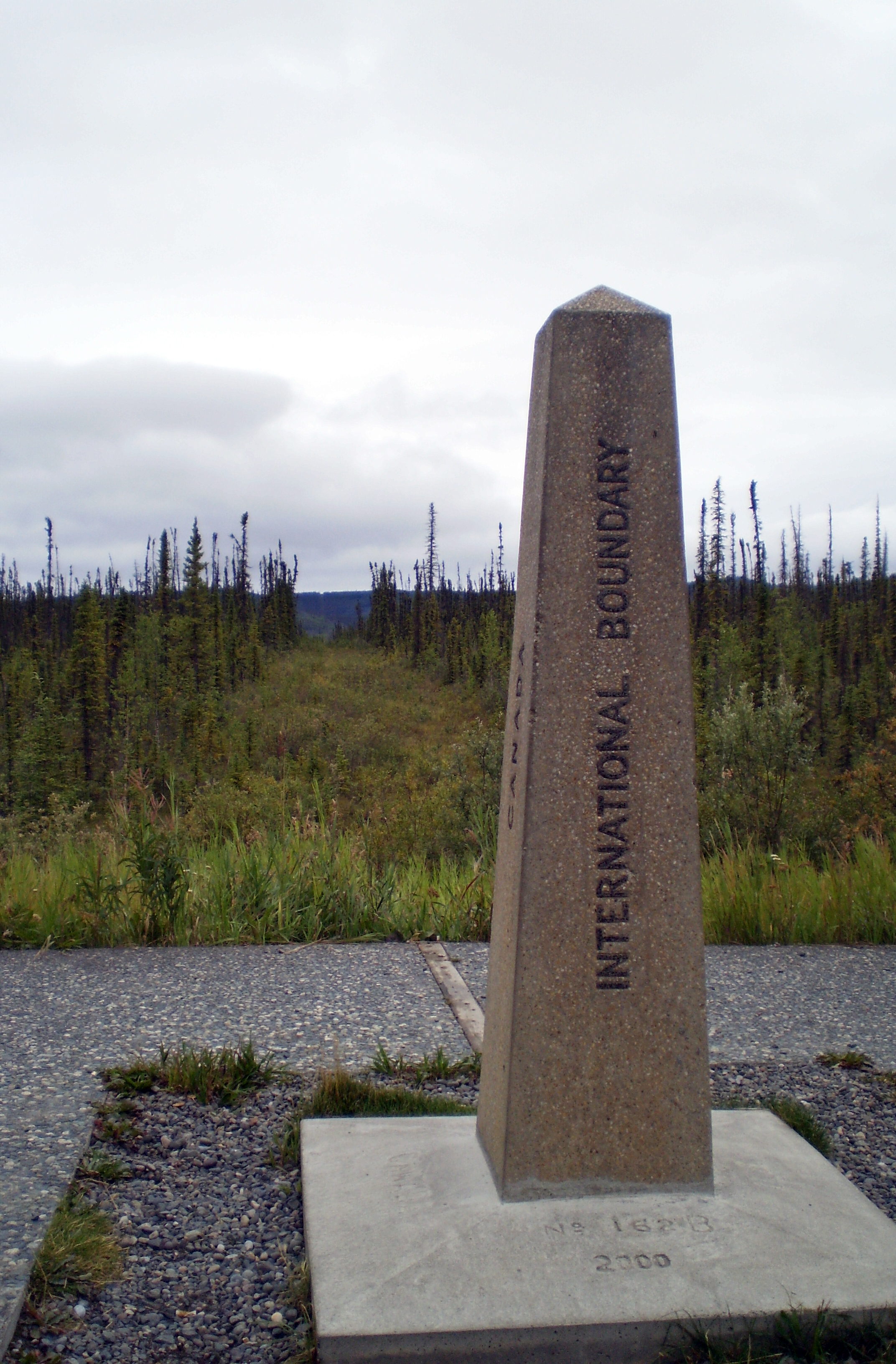
ى طول الحدود بين كندا والولايات المتحدة، كما يتضح من جانب على الطريق السريع في ألاسكا.

إن الافاق الحدودية عبارة عن مساحة محددة بين منطقتين تقعان على حدود دولية تهدف إلى توفير خط ترسيم واضح بين المنطقتين. يتم العثور على آفاق الحدود بشكل شائع على طول خطوط الحدود الدولية غير المدافعة، حيث لا يعد أمن الحدود ضروريًا كما أن الحاجز المدمج غير مرغوب فيه.
مثال على الافق الحدودي هو مساحة ستة أمتار حول أجزاء غير محروسة من الحدود بين كندا والولايات المتحدة. يتم توفير عمليات إزالة مماثلة على طول الحدود مع العديد من المعاهدات الدولية. على سبيل المثال ، تنص معاهدة إدارة الحدود لعام 2006 بين روسيا والصين على منطقة بعرض 15 متر على طول الحدود بين البلدين.

### وثائق السفر

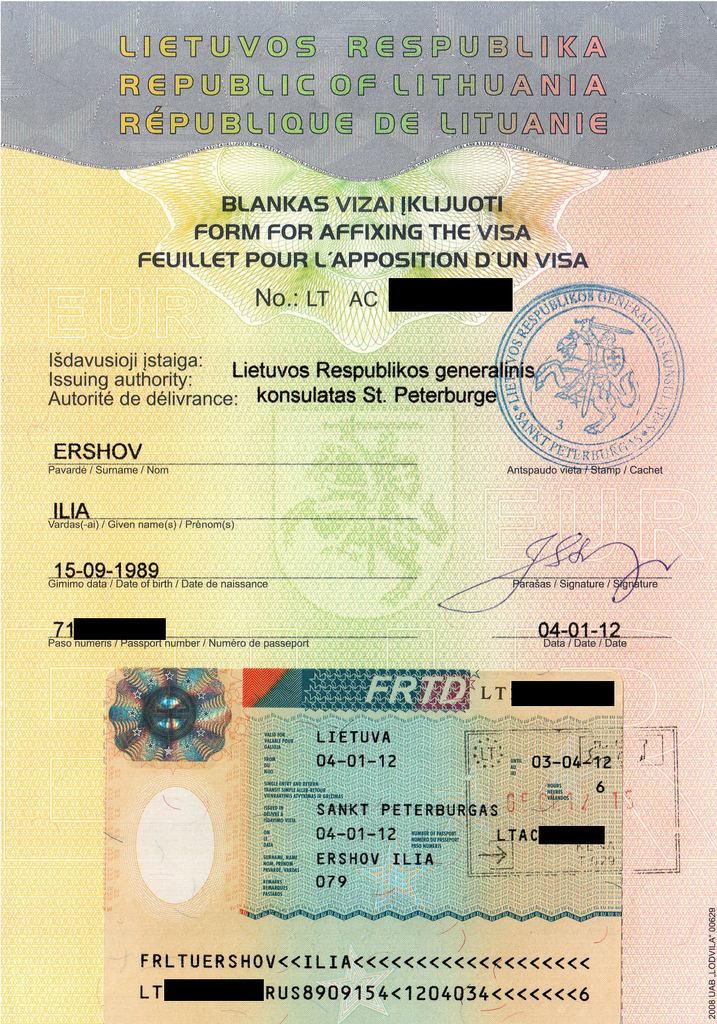
وثيقة عبور السكك الحديدية الميسرة الصادرة في سانت بطرسبرغ للسفر إلى كالينينغراد

تفرض مختلف البلدان لوائح ومتطلبات مختلفة لوثيقة السفر كجزء من سياساتها الخاصة بمراقبة الحدود، وقد تختلف هذه الأنظمة وفقًا لطريقة نقل المسافر. على سبيل المثال، في حين أن أمريكا لا تخضع الركاب المغادرين برا أو معظم القوارب لأي مراقبة حدودية، فإنها تتطلب أن يحمل المسافرون المغادرون جواً جواز سفر ساري المفعول (أو بعض المستندات المحددة لاستبدال جواز السفر). على الرغم من أن المسافرين قد لا يحتاجون إلى جواز سفر لدخول بلد معين، إلا أنهم سيحتاجون إلى كتيب جواز سفر صالح (كتيب فقط، لا تقبل بطاقة جواز السفر الأمريكية) لمغادرة الولايات المتحدة لإرضاء سلطات الهجرة الأمريكية.
تطلب كندا من أي مقيم دائم في كندا يدخل البلاد جواً استخدام بطاقة الإقامة الدائمة الخاصة بهم أو مستند خاص يأذن بعودتهم. لا يفرض مثل هذا الشرط على المقيم الدائم الذي يدخل عن طريق البر أو البحر. يحظر على المواطنين الكنديين استخدام جواز سفر أجنبي لدخول البلاد.
البلدان الأخرى، بما في ذلك معظم البلدان في أوروبا الغربية (أو في حالة الصين، تطلب تصريح) المواطنين للاستفادة من بطاقات الهوية الوطنية لمسح الهجرة عند السفر بين الولايات القضائية المجاورة. نتيجة للحالات الحدودية الحرجة التي نشأت عن سقوط الاتحاد السوفيتي، فإن بعض الأعضاء السابقين في الاتحاد السوفياتي وجيرانهم يحتاجون إلى وثائق سفر قليلة أو معدومة للمسافرين الذين يعبرون الحدود الدولية بين نقطتين في بلد واحد. على سبيل المثال، تسمح روسيا للمركبات بالعبور عبر ساتس بوت بين قريتي لوتيبيا وسيسنيكي الإستونية دون أي مراقبة حدودية بشرط ألا تتوقف. يتم وضع أحكام مماثلة لإصدار وثائق تسهيل المرور العابر بواسطة أعضاء منطقة شنغن للسفر بين كالينينغراد والبر الرئيسي.

#### شهادة الهوية الهندية
تصدر الحكومة الهندية شهادات هوية لأفراد المجتمع المنفي التبتي الكبير. يتم إصدار شهادات الهوية بشكل عام بناءً على طلب من حكومة الدالاي لاما التبتية في المنفى ومقرها دارامسالا في شمال الهند. يتم قبول هذه الوثيقة وفقًا لمعظم سياسات مراقبة الحدود في معظم البلدان بدلاً من جواز السفر، رغم أنها ليست وثيقة يمكن قراءتها آليًا. عند إصدارها إلى التبتين المقيمين في الهند، يتم اعتمادها دائمًا على أنها وثيقة صالحة للعودة إلى الهند، وبالتالي فهي تعفي حامل البطاقة من طلب تأشيرة عند إعادة الدخول.

#### المقيمين من غير المواطنين

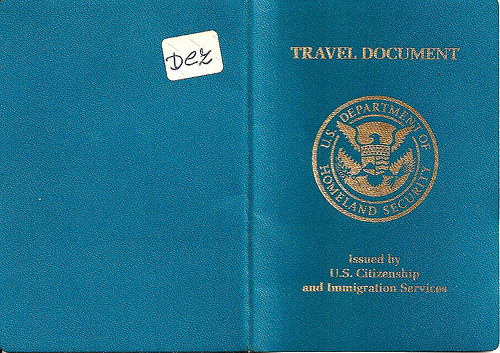
تصريح العودة الأمريكية هو وثيقة سفر للمقيمين الدائمين الصادرة عند الطلب.

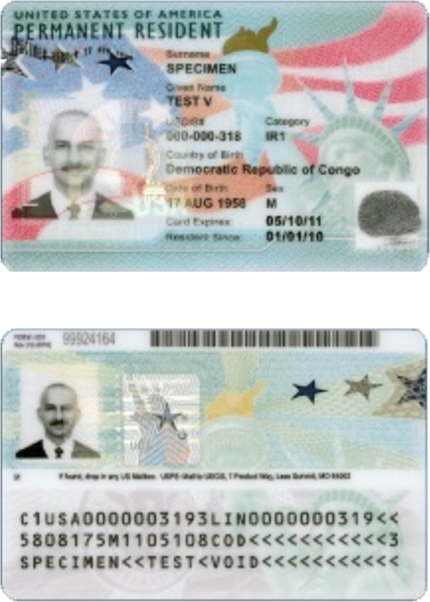
البطاقة الخضراء الأمريكية تصدر لجميع المقيمين الدائمين.

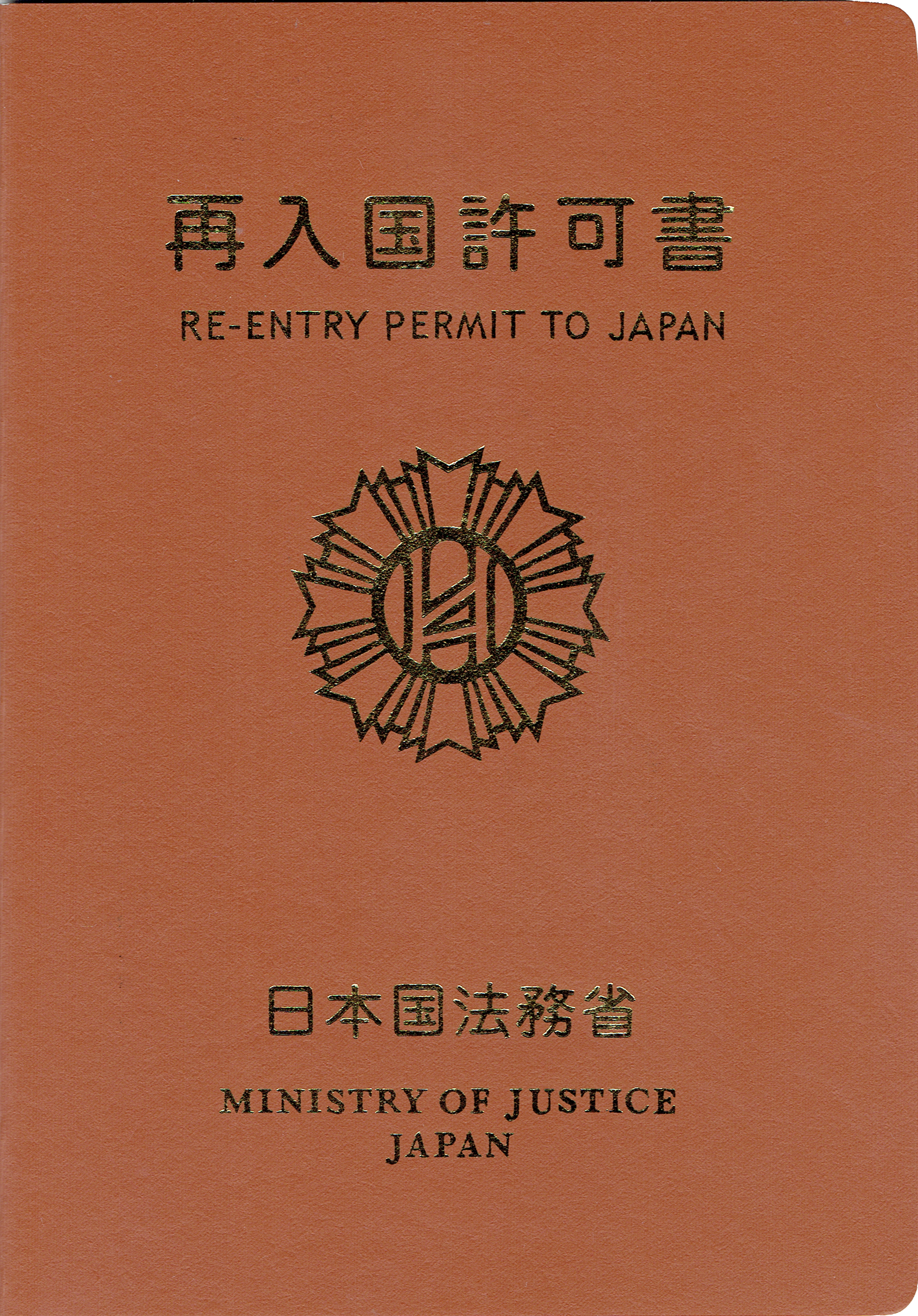
تصريح إعادة دخول اليابان الصادر إلى الكوريين الشماليين اليابانيين وغيرهم من المقيمين الدائمين عديمي الجنسية في اليابان

تقوم بعض الدول بإصدار وثائق سفر للمقيمين الدائمين (أي المواطنين الأجانب المسموح لهم بالإقامة هناك إلى أجل غير مسمى) أو غيرهم من المواطنين، وعادةً ما يتم إعادة دخولهم، ويكون ذلك ساريًا أحيانًا للسفر الدولي.
تصريح إعادة الدخول الأمريكي هو مثال على هذا المستند. حيث يكون صالح للسفر الدولي، وهي تصدر للمقيمين الدائمين الشرعيين المغتربين بشكل مؤقت في الخارج. بخلاف «البطاقة الخضراء» الصادرة لجميع المقيمين الدائمين، فإن هذه الوثيقة ليست إلزامية. «البطاقة الخضراء» الأمريكية، بمفردها أو بالاقتران مع جواز سفر، صالحة للسفر الدولي وإن لم يكن بنفس درجة تصريح العودة. يمكن استخدام كلا الوثيقتين لعبور ضوابط الحدود الأمريكية بغض النظر عن جنسية حامليها، مما يؤدي إلى عدم مطالبة أمريكا المقيمين الدائمين بحمل جواز سفر من وطنهم الأصلي من أجل البقاء حاضرين بشكل قانوني أو للدخول بشكل قانوني.
تُصدر سنغافورة بطاقات الهوية الوطنية للمقيمين الدائمين بنفس الطريقة التي تُصدر بها للمواطنين، لكنها تُلزم أيضًا أي شخص مقيم دائم عند السفر إلى الخارج بحمل تصريح دخول إلكتروني ساري المفعول وجواز سفر أو مستند سفر آخر من وطنه. يتم منح المقيمين الدائمين في سنغافورة من عديمي الجنسية شهادات هوية على شكل كتيب بدلاً من جواز السفر.
تصدر إندونيسيا Paspor Orang Asing لسكانها عديمي الجنسية من المقيمين الدائمين.
الأشخاص من غير المواطنين في لاتفيا وفي إستونيا هم أفراد من أصل روسي أو أوكراني اساسا، ليسوا من مواطني لاتفيا أو إستونيا ولكن أسرهم أقامت في المنطقة منذ الحقبة السوفيتية، وبالتالي يحق لهم الحصول على جواز سفر من غير المواطنين الصادرة عن الحكومة اللاتفية وكذلك حقوق محددة أخرى. حوالي ثلثيهم من أصل روسي، يليهم العرق البيلاروسي وأعراق من الأوكرانيين والبولنديين واليتوانيين . يُصدر لغير المواطنين في البلدين جوازات سفر خاصة لغير المواطنين  بدلاً من جوازات السفر العادية التي تصدرها السلطات الإستونية واللاتفية للمواطنين. غالبًا ما يوصف هذا النوع من التمييز القانوني بأنه كره للأجانب.
تصدر هونغ كونغ وماكاو بطاقات إقامة دائمة لجميع المقيمين الدائمين بمن فيهم أولئك الذين لا يحملون الجنسية الصينية. كما يصدرون وثيقة هوية هونغ كونغ لأغراض التأشيرات وتصاريح السفر لماكاو، على التوالي، للمقيمين الدائمين من عديمي الجنسية والمواطنين الصينيين المقيمين مؤقتًا في المنطقة الذين لا يحملون إقامة دائمة في هونغ كونغ أو ماكاو أو وضع الإقامة في البر الرئيسي.
وبالمثل، يُصدر الكوريون الشماليون اليابانيون تصريح إعادة دخول إلى اليابان للسفر الدولي.

#### بطاقات الهوية الوطنية وشهادات الميلاد
تسمح بعض الولايات القضائية باستخدام بطاقات الهوية الوطنية لتحقق من الضوابط الحدوية د. على سبيل المثال، عند السفر بين الهند ونيبال أو بوتان، قد يستخدم المواطنون الهنود بطاقات هوية الناخبين الوطنية أو بطاقات الحصص التموينية أو بطاقات الهوية الوطنية. قد يحصل المواطنون الهنود أيضًا على بطاقات هوية من القنصلية الهندية في فنتشولنج إذا كانوا يعتزمون المضي قدماً خارج حدود المدينة لأن فنتشولينج، العاصمة المالية لبوتان، تقع في الواقع ضمن منطقة التأشيرة والجمارك الهندية. عند السفر إلى الهند ، يمكن لمواطني نيبال وبوتان استخدام وثائق مماثلة. يمكن للأطفال استخدام شهادات الميلاد كدليل على الهوية.
في أمريكا الشمالية، قد يسافر المواطنون الأمريكيون باستخدام بطاقات جواز السفر، وهو شكل من أشكال بطاقة الهوية الطوعية الصادرة للمواطنين الأميركيين. يمكن للأطفال الذين يحملون الجنسية الأمريكية أو الكندية السفر من وإلى كندا باستخدام شهادات الميلاد في ظل ظروف معينة. في أمريكا الجنوبية، تسمح العديد من بلدان ميركوسور بالمثل بالسفر باستخدام بطاقات الهوية.
في أوروبا الغربية، يعد السفر باستخدام بطاقات الهوية شائعًا نسبيًا لمواطني المنطقة الاقتصادية الأوروبية والأقاليم المجاورة. ويشمل ذلك السفر من وإلى تركيا لمواطنين معينين من بلدان أخرى في أوروبا الغربية. داخل منطقة شنغن، توجد قيود محدودة على الحدود، ويمكن استخدام بطاقات الهوية الوطنية لعبورها.

#### وثيقة السفر الصينية
تطلب الحكومة الصينية من بعض الأشخاص دخول البر الرئيسي باستخدام وثيقة سفر صينية . بعض الحالات تشمل:
- عندما يكون «غير مريح» أو «غير ضروري» أو لا يسمح بإصدار جواز سفر جمهورية الصين الشعبية للمواطنين الصينيين.[73]
- يمكن للمواطنين الصينيين المقيمين في البر الرئيسي للصين والذين فقدوا جواز سفرهم أثناء السفر إلى الخارج التقدم بطلب للحصول على هذه الوثيقة كجواز سفر طارئ للعودة إلى الصين.
- المواطنون الصينيون المقيمون بصفة دائمة في هونج كونج وماكاو يعتزمون دخول البر الرئيسي للصين مباشرة من بلدان أخرى دون تصريح العودة إلى الوطن .
- ينوي سكان منطقة تايوان [يا] الدخول إلى البر الرئيسي للصين أو هونج كونج مباشرة من بلدان أخرى ، وهم مواطنون صينيون وفقًا للقانون الصيني. ومع ذلك ، يتطلب السفر إلى هونغ كونغ طلبًا منفصلًا للحصول على تصريح دخول يشبه التأشيرة.
- الرعايا الصينيون المولودين في الخارج والذين حصلوا على الجنسية الصينية عند الولادة وفقًا لقانون الجنسية لجمهورية الصين الشعبية من خلال القانون الآسيوي . يتم إصدار وثيقة السفر الصينية كوثيقة هوية وسفر صينية.
- الرعايا الصينيون الذين ولدوا في الصين والذين ليس لديهم Hukou في الصين والذين غادروا الصين باستخدام تصريح خروج. يمكن أن يشمل ذلك الشخص الذي يحمل جواز سفر غير صيني.

#### تعزيز رخصة القيادة
رخصة القيادة المُحسّنة هي مستند صادر عن سلطات المقاطعة والدولة في كندا وأمريكا يُمكِّن حاملها من إزالة الضوابط الحدودية على طول الحدود بين البلدين. لا يسري ذلك على السفر الجوي ولا يسمح لحامله بمسح ضوابط الحدود في المطارات. كما أنه بمثابة رخصة قيادة سارية المفعول. قد تصدر بعض المقاطعات والولايات إصدارات محسّنة مماثلة من بطاقات الهوية الإقليمية الصادرة للأفراد الذين لا يقودون سياراتهم.

#### دخول كويلانتان
يعد الدخول إلى "Quilantan" أو "Wave Through" ظاهرة في قانون مراقبة الحدود الأمريكية الذي يجيز شكلاً من أشكال الدخول غير القانوني ولكن القانوني دون أي فحص لوثائق السفر. يحدث ذلك عندما يختار موظفو أمن الحدود الموجودون عند نقطة عبور الحدود قبول عدد من الأشخاص بإجراءات موجزة دون إجراء مقابلة معيارية أو فحص للوثائق.
عادةً ما يمكن أن يحدث هذا عندما يكون هناك معبر حدودي رسمي مشغول ويضرب مسؤول الهجرة سيارة من دون التحقق أولاً من جميع المسافرين بحثًا عن وثائق سفرهم. إذا تمكن الفرد من إثبات أنه تم التلويح به إلى الولايات المتحدة بهذه الطريقة ، فيُعتبر أنه دخل في عملية التفتيش على الرغم من عدم إجابته على أي أسئلة أو تلقي ختم جواز سفر.
لا ينطبق هذا التعريف لدخول القانوني على الحالات التي يدخل فيها الأجانب إلى الولايات المتحدة ولكنهم لم يعبروا في محطة حدود قانونية مأهولة. وبالتالي فإنه لا يوفر طريقًا إلى الإقامة القانونية لأولئك الذين دخلوا إلى الولايات المتحدة عبر عبور الفجوات العرضية في الحدود حول التكوينات الجيولوجية.

#### المناطق الحدودية
في بعض الحالات، تتبنى الدول سياسات مراقبة الحدود التي تفرض ضوابط مخفّضة على الحدود للمسافرين الدائمين الذين يعتزمون البقاء داخل منطقة حدودية. على سبيل المثال، تتيح ضوابط الحدود المريحة التي تحتفظ بها بوتان لأولئك الذين لا يتقدمون عبر Phuentsholing وبعض المدن الحدودية الأخرى المسافرين لتمكينهم من الدخول دون المرور بأي فحص للمستندات على الإطلاق. تمكن بطاقة عبور الحدود الأمريكية الصادرة للمواطنين المكسيكيين من دخول المناطق الحدودية دون جواز سفر.  تحتفظ كل من أمريكا وبوتان بنقاط تفتيش داخلية لفرض الامتثال.

### القيود الزراعية
في بعض البلدان، تركز مراقبة الحدود بشكل مكثف على الحد من وتنظيم استيراد المنتجات الزراعية الأجنبية. الضوابط الحدودية الأسترالية، على سبيل المثال تقيد تقريبا جميع المنتجات الغذائية، وبعض المنتجات الخشبية وغيرها من المواد المماثلة. توجد قيود مماثلة في كندا وأمريكا ونيوزيلندا.

### المخدرات
تعطي الضوابط الحدودية في العديد من بلدان منطقة الهند الكبرى أولوية لتخفيف تجارة المخدرات. على سبيل المثال، تفرض سنغافورة وماليزيا وتايلاند وإندونيسيا أحكامًا إلزامية بالإعدام على الأفراد الذين تم ضبط تهريبهم للمواد المحظورة عبر حدودهم. على سبيل المثال ، أُعدم محمد رضوان علي في سنغافورة في 19 مايو 2017 بسبب تهريب المخدرات. تركز الهند وماليزيا الموارد على القضاء على تهريب المخدرات من ميانمار وتايلاند على التوالي. تنبع القضية إلى حد كبير من ارتفاع إنتاج المخدرات الخطرة وغير القانونية في المثلث الذهبي وكذلك في المناطق الواقعة إلى الغرب مثل أفغانستان.
توجد مشكلة مماثلة شرق المحيط الهادئ، وقد أدت إلى تشديد بلدان مثل المكسيك وأمريكا من مراقبة الحدود استجابة للتدفق الشمالي للمواد غير المشروعة من مناطق مثل كولومبيا. أدت حرب المخدرات المكسيكية ونشاط الكارتلات المماثلة في المناطق المجاورة إلى تفاقم المشكلة.

### تأشيرات

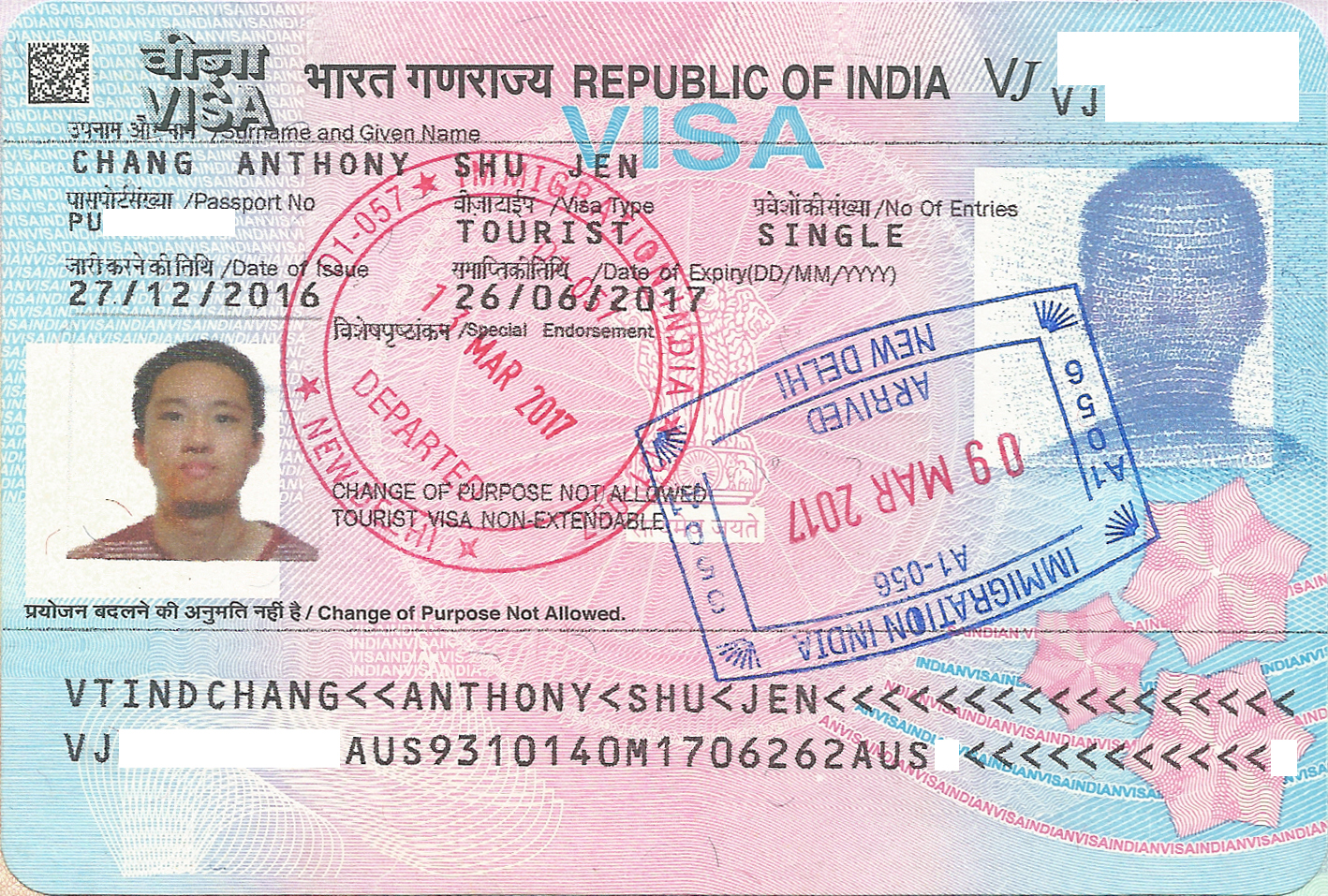
مثال على تأشيرة سياحية موضوعة مباشرة داخل وثيقة سفر شخص عديم الجنسية.

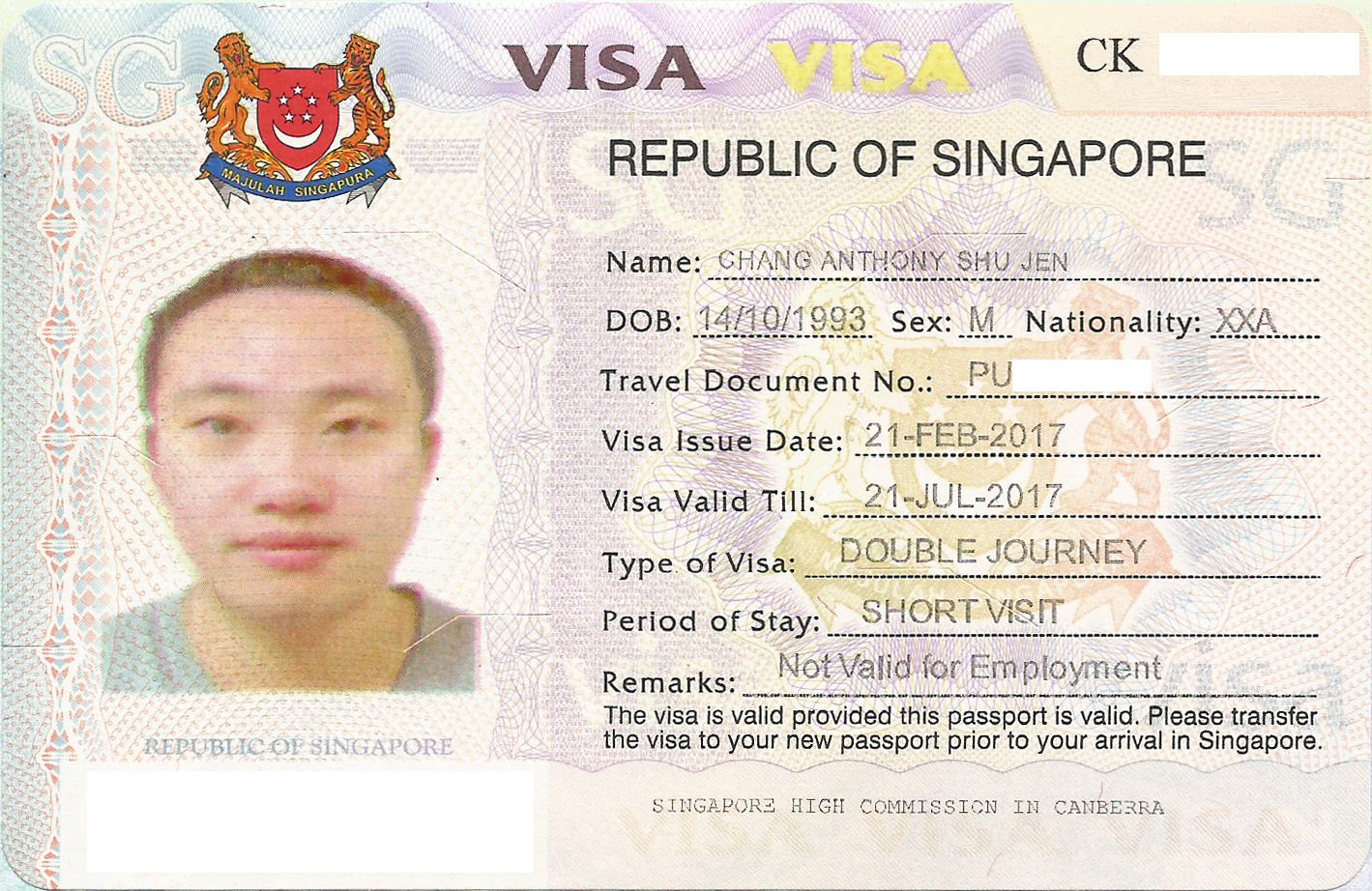
تأشيرة دخول متعددة صادرة لشخص عديم الجنسية، ويشار إلى عديمي الجنسية بالجواز XXA

تفرض معظم الدول متطلبات التأشيرة على الرعايا الأجانب، واعتمادًا على إستراتيجية مراقبة الحدود في البلاد، يمكن أن تكون هذه الشروط ليبرالية أو مقيدة.
قامت العديد من الدول في منطقة الهند الكبرى بتحرير ضوابط التأشيرات الخاصة بها في السنوات الأخيرة لتشجيع التجارة والسياحة عبر الحدود الوطنية. على سبيل المثال، قدمت الهند وميانمار وسريلانكا تأشيرات إلكترونية لجعل مراقبة الحدود عقبة بيروقراطية للمسافرين من رجال الأعمال والسياح. أدخلت ماليزيا تسهيلات التاشيرات الألكترونية المماثلة، كما قدمت برنامج eNTRI لتسريع عملية التخليص للمواطنين الهنود والمواطنين الصينيين من البر الرئيسي. تصدر تايلاند بانتظام تأشيرات عند وصولها إلى العديد من الزوار غير المعفيين في موانئ الدخول الرئيسية من أجل تشجيع السياحة. قامت إندونيسيا ، في السنوات الأخيرة ، بتحرير نظام التأشيرات الخاص بها تدريجياً ، ولم تعد تحتاج إلى تأشيرات أو تأشيرات عند الوصول من معظم المواطنين ، بينما وقعت سنغافورة اتفاقيات الإعفاء من التأشيرة مع العديد من البلدان في السنوات الأخيرة ، وأدخلت تسهيلات التأشيرة الإلكترونية للهنود وأوروبا الشرقية والبر الرئيسى الصينى. هذا الاتجاه نحو تحرير التأشيرات في منطقة الهند الكبرى هو جزء من ظاهرة العولمة الأوسع نطاقًا وقد ارتبط بالنمو الاقتصادي المتزايد.
تصدر المملكة العربية السعودية تأشيرة فئة خاصة للأشخاص الذين يقومون بالحج. توجد سياسات مماثلة سارية في بلدان أخرى بها مواقع دينية مهمة.
تفرض ولايات قضائية معينة متطلبات تأشيرة خاصة على الصحفيين من أجل الحد من حرية المراسلين الأجانب والمؤسسات الإخبارية في الإبلاغ عن مواضيع مثيرة للجدل. الدول التي تفرض مثل هذه التأشيرات تشمل كوبا والصين وكوريا الشمالية والسعودية وأمريكا وزيمبابوي.

### تصاريح السفر الإلكترونية
تاشيرة السفر الإلكترونية أو هيئة السفر الإلكترونية هو نوع من التسجيل قبل الوصول، وهو غير مصنف رسميًا كتأشيرة، مطلوبة للمسافرين الأجانب إلى بلد لا يحتاجون عادة إلى تأشيرة في بعض الحالات. يختلف عن التأشيرة المناسبة التي لا يتمتع فيها المسافر عادةً باللجوء إذا تم رفضها، وإذا تم رفض تاشيرة السفر الإلكترونية، فيمكن للمسافر اختيار التقدم بطلب للحصول على تأشيرة بدلاً من ذلك. تطلب العديد من الدول من الأفراد الذين لا يحتاجون إلى تأشيرة الدخول للدخول لعقد ترخيص السفر الإلكتروني بدلاً من ذلك.

#### سيريلانكا
يجب أن يحصل المسافرون إلى سريلانكا على تصريح سفر إلكتروني قبل الحصول على تأشيرة عند وصولهم إلى ميناء الدخول ، باستثناء عدد قليل من الدول التي تُعفى فيها تاريخ السفر الألكترونية، وبالنسبة لعدد قليل من الدول التي يجب الحصول على التأشيرة مُقدماً فيها. مواطنو الهند وباكستان ودول أخرى في الجزء الشمالي الغربي من آسيا يحصلون على اتفاقات التجارة الإلكترونية المخفضة.

#### المملكة المتحدة
يمكن لمواطني الدول التالية في شبه الجزيرة العربية الحصول على إعفاء من التأشيرة الإلكترونية، أو EVW، عبر الإنترنت لدخول المملكة المتحدة:  
- وصلة=|حدود  الكويت
- وصلة=|حدود  سلطنة عمان
- وصلة=|حدود  قطر
- وصلة=|حدود  الإمارات العربية المتحدة

#### أستراليا
بدأ تطوير نظام السفر الإلكتروني في يناير 1996. تم تطبيقه لأول مرة في سنغافورة على أساس تجريبي في 11 سبتمبر 1996، لحاملي جوازات السفر السنغافورية والأمريكية على الخطوط الجوية كانتاس والخطوط الجوية السنغافورية. بدأ تنفيذ التطبيقات عبر الإنترنت في يونيو 2001. دخلت ETA الحالية حيز التنفيذ في 23 مارس 2013 لتحل محل ETAs القديمة (الفئة الفرعية 976 و 977 و 956) بينما تقدم تفويضًا واحدًا لكل من الأغراض السياحية والتجارية.
|  |  |

#### ونج كونج
شرق المحيط الهادئ ، قدمت كل من أمريكا وكندا تصاريح السفر الإلكترونية. يجب على المسافرين من البلدان الخالية من التأشيرات الذين يدخلون كندا جواً ، باستثناء المواطنين الأمريكيين (بما في ذلك أولئك الذين يحملون الجنسية الكاملة أو بدونها)، الحصول على تصريح سفر إلكتروني قبل الوصول ولكن ليس في حالة الوصول برا أو بحراً. يُطلب من المسافرين بموجب برنامج الإعفاء من التأشيرة الأمريكية الحصول على إذن من النظام الإلكتروني لترخيص السفر في حالة وصولهم إلى الولايات المتحدة جواً أو رحلة بحرية ولكن ليس في حالة الدخول عن طريق البر أو بالعبّارة ، باستخدام جواز سفر صادر عن حكومة برمودا إلى أقاليم ما وراء البحار البريطانية مواطن ، أو إذا دخل كمواطن كندي.

### ضوابط الخروج
في حين أن معظم الدول تنفذ ضوابط الحدودية عند الدخول والخروج، فإن بعض الولايات القضائية لا تطبق ذلك. على سبيل المثال، لا تطبق الولايات المتحدة الأمريكية وكندا ضوابط خروج على الحدود البرية وتجمع بيانات الخروج عن الرعايا الأجانب من خلال شركات الطيران ومن خلال تبادل المعلومات مع ضوابط حدود دخول الدول المجاورة. وبالتالي، لا تصدر هذه البلدان طوابع خروج حتى للمسافرين الذين يحتاجون إلى طوابع عند الدخول. وبالمثل ، استبعدت أستراليا وسنغافورة وكوريا الجنوبية طوابع الخروج على الرغم من استمرارها في إجراء عمليات تفتيش قصيرة لمراقبة الحدود عند خروج معظم المواطنين الأجانب.

#### تأشيرات الخروج
تحتفظ بعض الدول في أوروبا بنظم تأشيرة خروج مثيرة للجدل بالإضافة إلى ضوابط حدود منتظمة. على سبيل المثال، تطلب أوزبكستان من مواطنيها الحصول على تأشيرات خروج قبل المغادرة إلى بلدان أخرى غير دول رابطة الدول المستقلة في أوروبا الشرقية. تطلب العديد من الدول في شبه الجزيرة العربية تأشيرات خروج للعمال الأجانب بموجب نظام الكفالة الذي يعني «نظام الكفالة»). تطلب روسيا أحيانًا من الأجانب الذين تتجاوز مدة إقامتهم الحصول على تأشيرات خروج لأنه لا يمكن للمرء الخروج من روسيا بدون تأشيرة صالحة. تشيكيا لديها سياسة مماثلة. وبالمثل، يحتاج المواطن الأجنبي الذي مُنح تصريح إقامة مؤقتة في روسيا إلى تأشيرة خروج للقيام برحلة إلى الخارج (صالحة لكل من الخروج والعودة). ليس كل المواطنين الأجانب يخضعون لهذا الشرط. مواطنو ألمانيا، على سبيل المثال، لا يحتاجون إلى تأشيرة خروج.

### الجنسية وتاريخ السفر

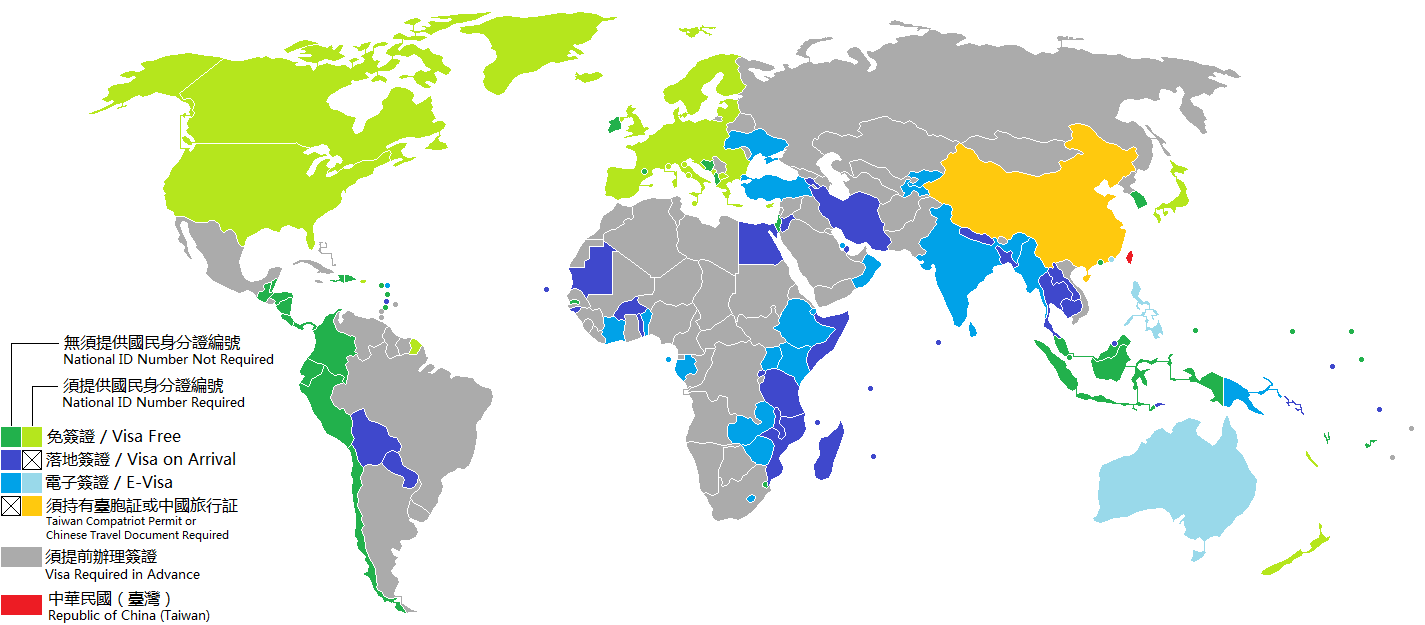
خريطة توضح ضوابط الحدود الإضافية الموضوعة على حاملي جوازات سفر تايوان دون قيد تسجيل عائلي في تايوان.

تطبق العديد من الدول ضوابط على الحدود تقيد دخول الأشخاص من جنسيات معينة أو الذين زاروا بلدانًا معينة. على سبيل المثال، ترفض جورجيا دخول حاملي جوازات السفر الصادرة عن جمهورية الصين. بالمثل، منذ أبريل 2017، مُنع مواطنو بنغلاديش وباكستان والسودان وسوريا واليمن وإيران من دخول أجزاء شرق ليبيا الخاضعة لسيطرة حكومة طبرق. لا تصدر أمريكا حاليًا تأشيرات جديدة لمواطني إيران أو كوريا الشمالية أو ليبيا أو الصومال أو سوريا أو اليمن وفقًا للقيود التي تفرضها إدارة ترامب. في حالة السياسة الأمريكية، تكون القيود مشروطة ويمكن رفعها إذا كانت البلدان المتضررة تفي بالمعايير الأمنية المطلوبة التي حددتها إدارة ترامب، ولا يزال بإمكان مواطني هذه الدول الدخول إذا كانوا يقدمون جواز سفر من دولة غير مخصصة. نتيجة لاحتلال فلسطين والسياسات التمييزية التي تفرضها إسرائيل على الفلسطينيين، فإن غالبية الدول العربية، وكذلك إيران وماليزيا، تحظر الدخول على المواطنين الإسرائيليين إلى اراضيهم، ومع ذلك، فإن الدخول الاستثنائي إلى ماليزيا ممكن بموافقة من الوزارة الشؤون الداخلية. قد تقوم بعض الدول أيضًا بتقييد الدخول إلى حاملي الأختام أو التأشيرات الإسرائيلية في جوازات سفرهم.

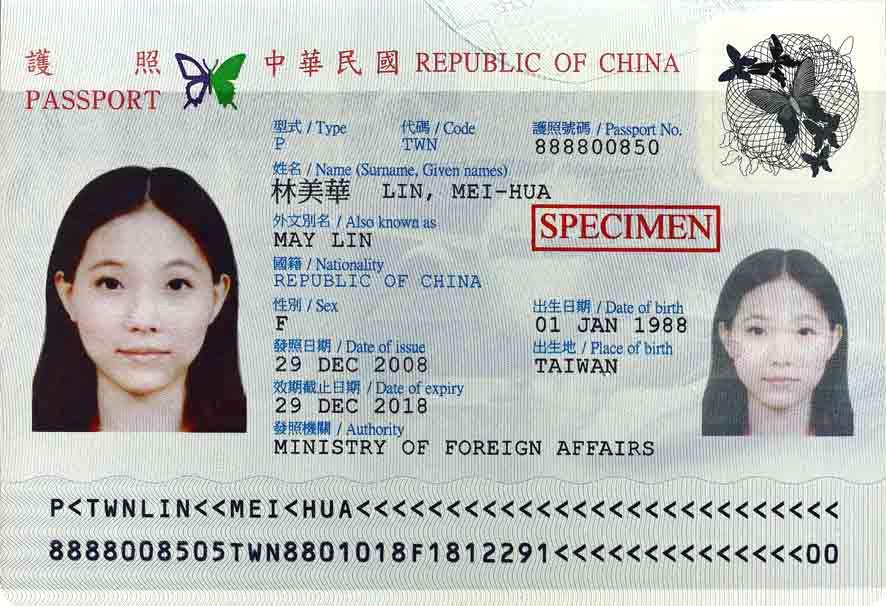
نموذج جواز السفر ROC لمواطنين مع عدم وجود رقم الهوية الوطنية.

ونتيجة للتوتر على آرتساخ، تحظر أذربيجان حاليا دخول المواطنين الأرمن إلى آرتساخ.

## مناطق السفر مجانا
قد توافق بعض الدول المجاورة على الإلغاء التام أو الجزئي لضوابط الحدود بينهما.

### أمريكا
تلغي اتفاقية مراقبة الحدود لأمريكا الوسطى - 4 ضوابط حدودية على السفر البري بين السلفادور وهندوراس ونيكاراغوا وغواتيمالا. ومع ذلك، لا يتطبق عند السفر جوا.

### أوروبا الغربية
أهم منطقتي سفر حرتين في أوروبا الغربية هما منطقة شنغن، حيث تكون المراقبة الحدودية ضئيلة للغاية إن وجدت أصلا، ومنطقة السفر المشتركة (CTA)، التي تلغي جزئيًا هذه الضوابط لمواطني المملكة المتحدة وأيرلندا. بين البلدان في منطقة شنغن، وإلى حد ما داخل منطقة التجارة المركزية في الجزر البريطانية، غالبًا ما تكون المراقبة الداخلية للحدود غير ملحوظة تقريبًا، وغالبًا ما يتم تنفيذها فقط عن طريق البحث العشوائي عن طريق السيارة أو القطار في المناطق النائية، في حين أن الضوابط على الحدود مع الدول الغير الأعضاء قد تكون صارمة إلى حد ما.

### مجلس التعاون الخليجي
يسمح أعضاء مجلس التعاون الخليجي لمواطني بعضهم البعض بحرية الحركة في ترتيب مشابه لاتفاقية التجارة الكندية وتلك بين الهند ونيبال. يتم تعليق هذه المزايا جزئيًا للقطريين نتيجة للمقاطعة التي تفرضها السعودية على البلاد.

### شرق اسيا

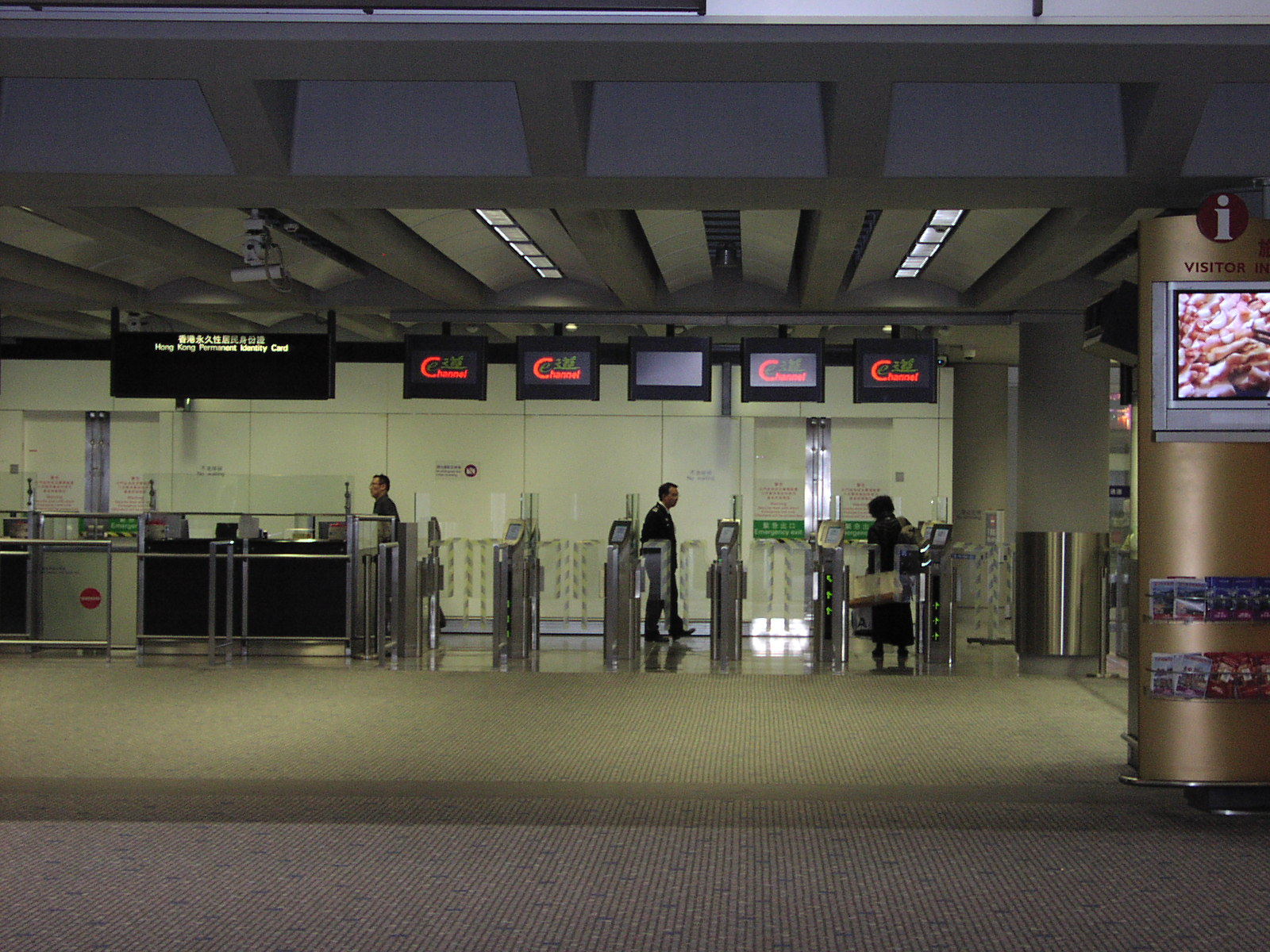
آلات القناة الإلكترونية في مطار هونغ كونغ الدولي

## ضوابط الحدود الداخلية

### أوروبا
كمثال من أوروبا على تطبيق الضوابط الحدودية على السفر بين سفالبارد، والتي تحافظ على سياسة الهجرة الحرة نتيجة لمعاهدة سفالبارد ومنطقة شنغن، التي تشمل بقية النرويج. ومن الأمثلة الأخرى للضوابط الداخلية الفعالة للحدود في أوروبا المدن المغلقة لبعض أعضاء رابطة الدول المستقلة ومناطق تركمانستان التي تتطلب تصاريح خاصة للدخول والقيود المفروضة على السفر إلى منطقة غورنو - بدخشان المتمتعة بالحكم الذاتي في طاجيكستان (حسب ما إذا كان شمال وجنوب قبرص تعتبر دولتين منفصلتين) والحدود القبرصية. وبالمثل، تحتفظ منطقة كردستان العراق بتأشيرة جمركية منفصلة وأكثر ليبرالية عن بقية البلاد حتى أنها تسمح بدخول الإسرائيليين بدون تأشيرة دخول بينما تمنعهم بقية البلاد من الدخول. تحتفظ الدنمارك أيضًا بنظام معقد من الدول دون الوطنية التي لديها سياسات جمركية مستقلة، لأنها ليست ضمن الاتحاد الأوروبي مثل البر الرئيسي الدنماركي. هذه هي جرينلاند وجزر فارو. لا تحتفظ هذه المناطق بضوابط صارمة للهجرة مع منطقة شنغن، ولكن يتم فرض الرقابة على الحدود بشكل متقطع للأغراض الجمركية.
بالإضافة إلى العديد من المدن المغلقة في روسيا،  أجزاء من 19 شخصًا  من الاتحاد الروسي مغلقة أمام الأجانب دون تصاريح خاصة، وبالتالي تخضع لضوابط الحدود الداخلية.

### الأراضي الأمريكية

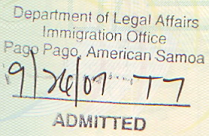
ختم دخول ساموا الأمريكية

أنواع متعددة من الضوابط الحدود الداخلية موجودة في أمريكا. تحتفظ كل منطقة من غوام وساموا الأمريكية وجزر ماريانا الشمالية بإعفاءات من التأشيرة الخاصة بها، وبالتالي توجد عمليات تفتيش على الهجرة والجمارك عند السفر بين هذه المناطق والبر الرئيسي الأمريكي.
تعتبر جزر فيرجن الأمريكية حالة خاصة حيث تقع داخل منطقة الهجرة الأمريكية ولكنها منطقة خالية من تفتيش الجمارك. ونتيجة لذلك، لا توجد عمليات تفتيش للهجرة بين الاثنين ولكن هناك مسافرين يصلون إلى بورتوريكو أو البر الرئيسي الأمريكي مباشرة من جزر فيرجن يخضعون لتفتيش الجمركي. تحتفظ أمريكا أيضًا بنقاط تفتيش داخلية، مثل تلك التي تحتفظ بها بوتان، على طول حدودها مع المكسيك وكندا، وتعرض الناس لضوابط حدودية حتى بعد دخولهم البلاد. تخضع مدينة حيدر في ألاسكا أيضًا لضوابط الحدود الداخلية منذ أن اختارت الولايات المتحدة التوقف عن تنظيم الوصول إلى حيدر من كولومبيا البريطانية. نظرًا لأن المسافرين الذين يخرجون من حيدر باتجاه كولومبيا البريطانية يخضعون لضوابط الحدود الكندية، فمن الممكن نظريًا أن يقوم شخص ما بدخول حيدر من كندا عن طريق الخطأ دون وثائق سفره ثم يواجه صعوبات لأن كل من أمريكا وكندا ستخضعهما لضوابط حدودية تتطلب وثائق سفر .

### مملكة نيوزيلندا
تحتفظ توكيلاو ونيوي وجزر كوك (جزر كوك الماورية: كوكي شيراني)  بضوابط حدودية أقل تقييدًا من نيوزيلندا. تحتفظ جزر كوك بقانون منفصل للجنسية. إضافة إلى ذلك، فإن الضوابط الحدودية لتوكيلاو معقدة بسبب حقيقة أن المنطقة لا يمكن الوصول إليها، في معظم الأحيان، إلا عن طريق ساموا.

## الخلافات
كانت بعض سياسات مراقبة الحدود في مختلف البلدان موضع جدل ونقاش عام.

### برامج المستثمر المهاجر
برامج المستثمر المهاجر، والتي يشار إليها باسم التأشيرات الذهبية، هي سياسات لمراقبة الحدود تهدف إلى جذب رأس المال الأجنبي ورجال الأعمال من خلال توفير حق الإقامة والمواطنة في المقابل. تُعرف أيضًا باسم برامج المواطنة بالاستثمار. في حين أن العديد من الدول تقدم حاليًا الجنسية أو الإقامة للمستثمرين مقابل استثمار اقتصادي، إلا أن المفهوم جديد نسبيًا وتم التركيز عليه فقط  [المرجو التوضيح] حوالي عام 2006. ترجع جذور هذه البرامج إلى الثمانينات عندما بدأت الملاذات الضريبية في منطقة المحيط الهادئ ومنطقة البحر الكاريبي برامج «النقد مقابل جواز السفر» التي سهلت السفر بدون تأشيرة وقدمت مزايا ضريبية. على سبيل المثال، في عام 1984، بدأت سانت كيتس ونيفيس برنامجها الذي لا يوفر الإقامة الدائمة فقط ولكن الجنسية إلى الدول الأجنبية. توسع إصدار التأشيرات الذهبية بشكل كبير خلال القرن الحادي والعشرين، حيث أصدر حوالي 25٪ من جميع الدول هذه التأشيرات اعتبارًا من عام 2015. إحصاءات حول إصدار التأشيرات الذهبية نادرة، لكن صندوق النقد الدولي قدر في عام 2015 أن الغالبية العظمى من التأشيرات الذهبية تصدر للمواطنين الصينيين.
عادة ما يكون لبرامج المستثمرين المهاجرين معايير متعددة يجب الوفاء بها حتى يتأهل الاستثمار، وغالبًا ما يتعلق بخلق فرص العمل أو شراء العقارات أو المساهمات غير القابلة للاسترداد أو الصناعات المحددة المستهدفة. يتم تنظيم معظم هذه البرامج لضمان مساهمة الاستثمار في الرفاهية والتقدم والتنمية الاقتصادية للبلد الذي يرغب مقدم الطلب في الإقامة فيه أو الانتماء إليه. هو في كثير من الأحيان يقوم أكثر حول تقديم مساهمة اقتصادية من مجرد استثمار فقط. يتطلب برنامج تأشيرة الولايات المتحدة EB-5 للمتقدمين من الخارج استثمار ما لا يقل عن أي مكان من 500000 دولار إلى مليون دولار، اعتمادًا على موقع المشروع، ويتطلب إنشاء أو الحفاظ على 10 وظائف على الأقل. عند استيفاء هذه المعايير، يصبح مقدم الطلب وعائلته مؤهلين للحصول على البطاقة الخضراء. هناك سقف سنوي قدره 10000 طلب بموجب ترتيب EB-5. تقدم بعض الدول مثل مالطا وقبرص أيضًا الجنسية («ما يسمى بجوازات السفر الذهبية») للأفراد إذا استثمروا مبلغًا معينًا. برنامج التأشيرة الذهبية اليونانية. عتبة الاستثمار الحالية هي 250,000 يورو لشراء أو تأجير طويل الأجل للعقار. يوفر هذا الترتيب تصريح إقامة دائمة ودخول مجاني إلى الاتحاد الأوروبي ومنطقة شنغن للأجانب، طالما أنهم يحتفظون بملكية العقار الاستثماري. برنامج مالطا للإستثمار الفردي، الذي تم التعاقد معه مع هينلي وشركاه في عام 2014 من قبل حكومة مالطا لتصميمه وتنفيذه، تم تغطيته بالمثل عند 1800 متقدم. يخضع مقدمو الطلبات إلى عملية العناية الواجبة الشاملة التي تضمن أن المتقدمين ذوي السمعة الطيبة فقط هم من يحصلون على الجنسية المالطية. علاوة على ذلك، قد لا يتم قبول الطلبات المقدمة من البلدان التي تطبق فيها العقوبات الدولية. يمكن أيضًا استبعاد الطلبات المقدمة من بلد معين ‘تمادا على قرار سياسي من الحكومة. الحد الأدنى للاستثمار لهذا البرنامج هو 870,000 دولار منها 700,000 دولار غير قابلة للاسترداد من. تم تقديم تأشيرة البرتغال الذهبية خلال فترة الركود الكبير من أجل المساعدة في جذب الاستثمار في سوق الإسكان في البلاد. بحلول عام 2016، أصدرت البلاد 2,788 تأشيرة ذهبية، منها 80 ٪ ذهبت للمواطنين الصينيين. الغالبية العظمى من مستخدمي مثل هذه البرامج صينيون أثرياء يبحثون عن الأمن القانوني ونوعية حياة أفضل خارج بلدهم الأم. كان أكثر من ثلاثة أرباع المتقدمين لبرنامج المستثمر المهاجر الكندي (منذ إلغاؤه) من الصينيين. برنامج المستثمر في كيبيك هو برنامج كندي يسمح للمستثمرين الذين يعتزمون الاستقرار في مقاطعة كيبيك باستثمار الأموال في كندا. قالت حكومة كيبيك إنها ستقبل بحد أقصى 1750 طلبًا لبرنامج المهاجرين المستثمر خلال الفترة من 5 إلى 20 يناير 2015. المتقدمون الذين لديهم معرفة متوسطة إلى متقدمة باللغة الفرنسية لا يخضعون للحد الأقصى، ويمكن أن يتقدموا في أي وقت. ارتبط البرنامج بنقص القدرة على تحمل تكاليف السكن في فانكوفر. البلدان التي تحتل المرتبة الأولى في برامج المستثمرين المهاجرين في العالم هي مالطا وقبرص والبرتغال والنمسا والمملكة المتحدة والولايات المتحدة وكندا وأنتيغوا وبربودا وسانت كيتس ونيفيس وإسبانيا ولاتفيا وموناكو وبلغاريا وأوكرانيا وغرينادا وأبخازيا وسانت لوسيا وأستراليا وهونغ كونغ وسنغافورة ودومينيكا.

### الممارسات التمييزية
وقد أثارت الممارسات التمييزية لمراقبة الحدود من قبل العديد من الولايات القضائية جدلاً.

#### أمريكا
منذ تطبيق التدابير الأمنية الإضافية في أعقاب هجمات مركز التجارة العالمي عام 2001، أصبحت تقارير التمييز ضد الأشخاص الذين يُعتقد أنهم مسلمون من قبل ضباط أمن الحدود الأمريكيين سائدة في وسائل الإعلام. أثارت القيود المفروضة على السفر خلال فترة رئاسة ترامب بشكل أساسي ضد الدول ذات الأغلبية المسلمة جدلاً حول ما إذا كانت هذه التدابير تدبيرًا أمنيًا شرعيًا للحدود أم تمييزية بشكل غير أخلاقي.

#### بوتان
ابتداءً من التسعينيات، طبقت الحكومة البوتانية قيودًا صارمة على السكان النيباليين ونفذت سياسات مراقبة الحدود الداخلية لتقييد الهجرة أو عودة الإثنيين النيباليين. هذا التحول في السياسة أنهى فعلياً سياسات الهجرة الليبرالية السابقة فيما يتعلق بالنيباليين ويعد أحد أكثر سياسات مراقبة الحدود عنصرية في آسيا.

#### إسرائيل
مراقبة لحدود، سواء عند الدخول أو الخروج، في المطارات الإسرائيلية، من الركاب الذين يشكلون تهديد محتمل للأمن باستخدام عوامل تشمل الجنسية والعرق والدين. تم الإبلاغ عن حالات التمييز ضد العرب، والأشخاص الذين يُعتقد أنهم مسلمون واليهود الروس في وسائل الإعلام. يعتمد الأمن في مطار بن غوريون في تل أبيب على عدد من الأساسيات ، بما في ذلك التركيز الشديد على ما يصفه رافائيل رون، مدير الأمن السابق في بن غوريون، بأنه «العامل الإنساني»، الذي اعتبره «حقيقة لا مفر منها وهي أن الهجمات الإرهابية هي يتم تنفيذها بواسطة أشخاص يمكن العثور عليهم وإيقافهم بواسطة منهجية أمنية فعالة.»  كجزء من تركيزه على هذا «العامل البشري» المزعوم، يستجوب ضباط الأمن الإسرائيليون المسافرين، ويصفون أولئك الذين يبدو أنهم عرب على أساس الاسم أو المظهر الجسدي. حتى عندما تزعم السلطات الإسرائيلية أن التنميط العنصري والإثني والديني هي إجراءات أمنية فعالة، وفقًا لبواز غانور، فإن إسرائيل لم تقم بأي دراسات تجريبية معروفة بشأن فعالية أسلوب التنميط العنصري.

### مراكز الاحتجاز البحرية الأسترالية
ابتداءً من عام 2001، نفذت أستراليا سياسات مراقبة الحدود التي تتضمن احتجاز طالبي اللجوء والمهاجرين الاقتصاديين الذين وصلوا بشكل غير قانوني بالقوارب إلى الجزر القريبة في المحيط الهادئ. هذه السياسات مثيرة للجدل، وفي عام 2017، أعلنت المحكمة العليا لبابوا غينيا الجديدة أن مركز الاحتجاز في جزيرة مانوس غير دستوري. إن التزام هذه السياسات بالقانون الدولي لحقوق الإنسان هو أمر مثير للجدل.

## معرض صور

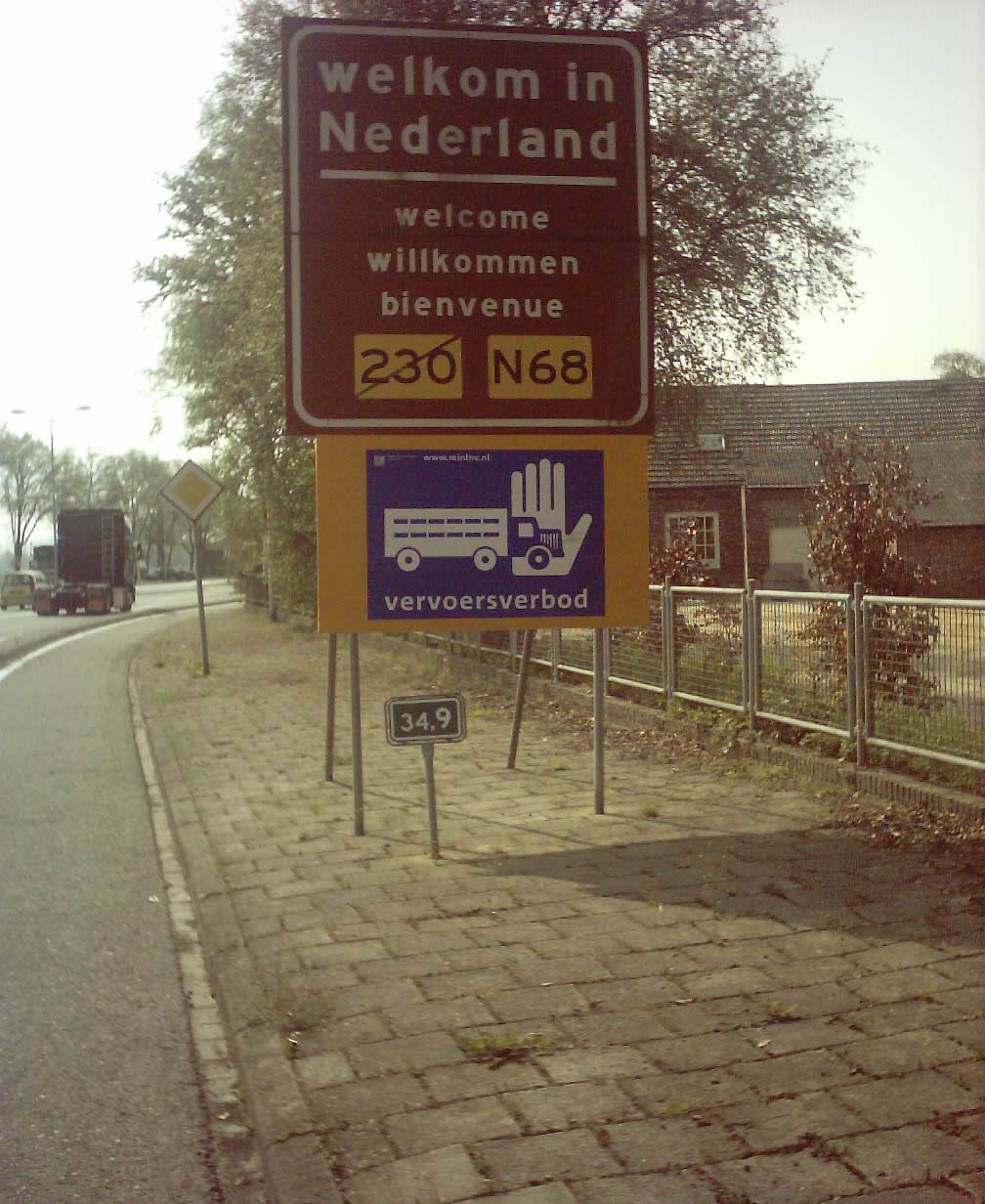
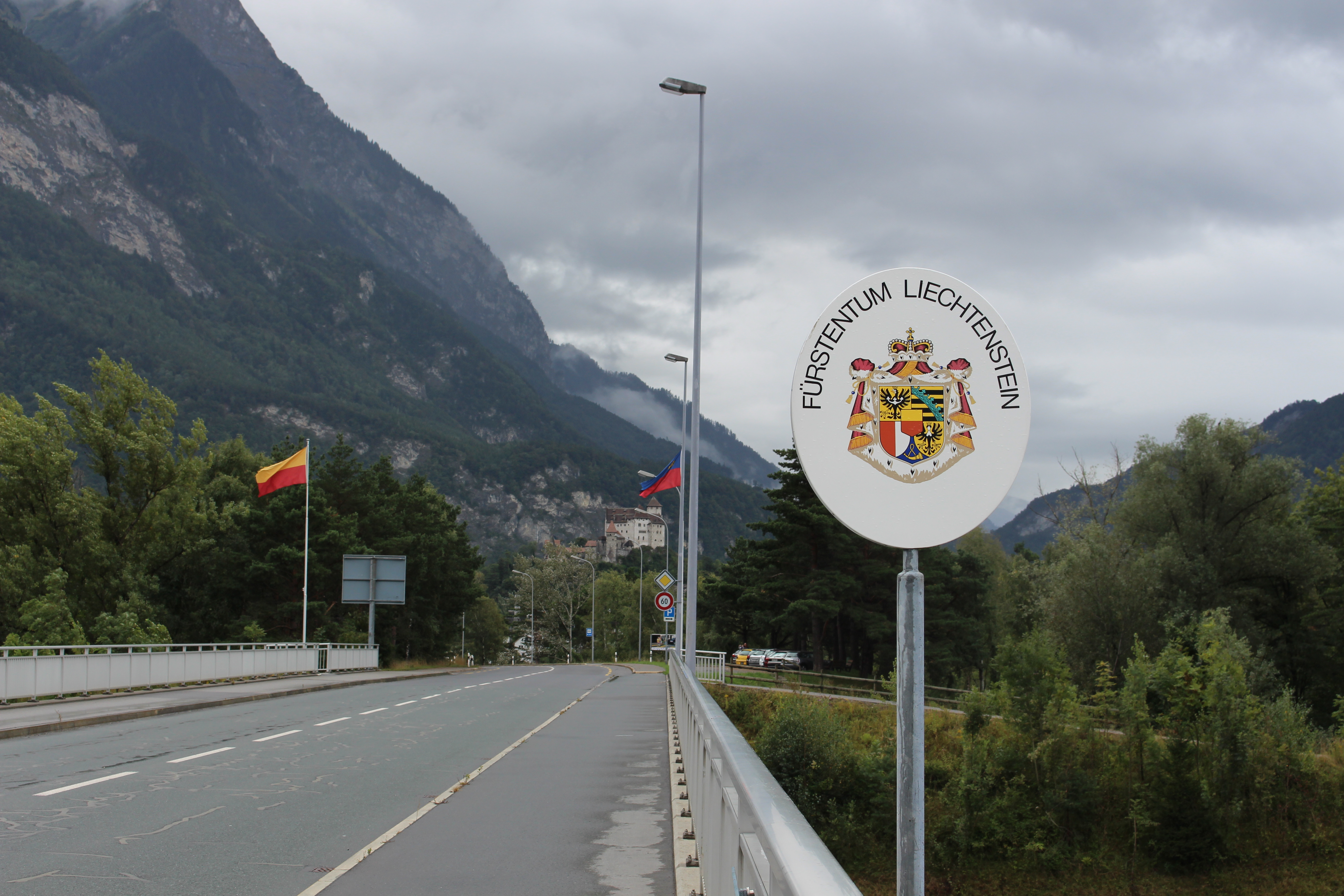
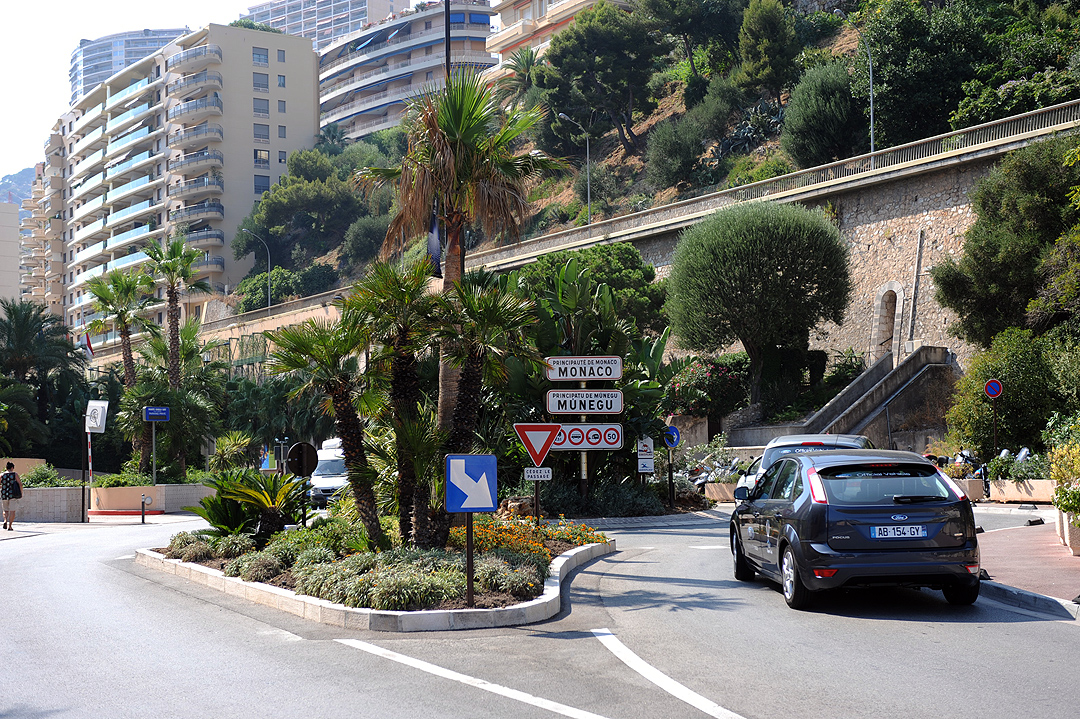
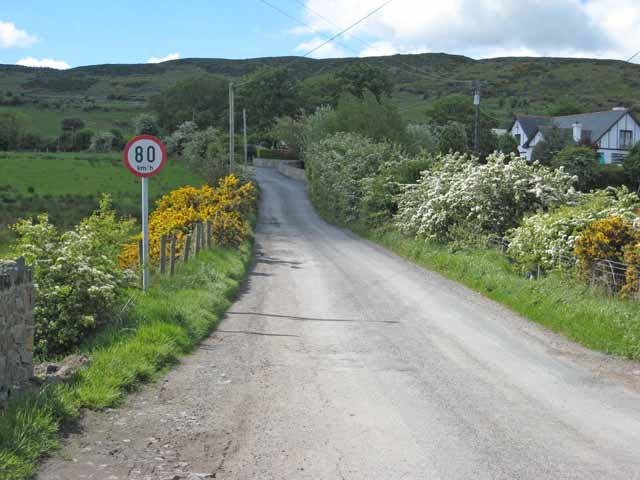